# ساری
ساری () پایتخت پیشین ایران و مرکز و پرجمعیت ترین شهر استان مازندران است که در ۲۵۰ کیلومتری شمال شرق تهران، پایتخت ایران واقع شده است.

## اقلیم و آب و هوا
شهر ساری واقع در کوهپایه‌های رشته کوه البرز دارای دو ناحیه دشتی و کوهپایه‌ای می‌باشد و ارتفاع آن تا ۵۴ متر بالاتر از سطح دریا می‌باشد.
آب و هوای شهر ساری در تابستان‌ها معتدل و نمناک و در زمستان‌ها نسبتاً سرد و مرطوب است. این شهر با برخورداری از کوه، جنگل و دریا معمولاً دارای آب‌وهوای معتدل و مرطوب است. گرچه در مقایسه با سایر شهرهای مازندران، ساری هوای ملایم‌تری دارد، ولی طبق آمار سال‌های اخیر، بارندگی در ساری کاهش یافته است.[۱]
طی چند ساله اخیر سردترین دمای این شهر در زمستان ۱۲-(زمستان سال ۱۳۸۶)و در تابستان ۴۰+(تابستان ۱۳۸۳) بوده‌است.

## مردم شناسی و زبان
مردم بومی و کهن ساری مردم طبری هستند به مردم بومی و کهن ساری ساروی می گویند ، اکثریت مردم شهر ساری طبری هستند و به زبان مازندرانی با گویش طبری ساروی گپ میزنند همچنین زبان فارسی با گویش فارسی ساروی نیز رایج می‌باشد. 
ساری بزرگترین و پرجمعیت‌ترین شهر طبری نشین جهان است.

### خطر انقراض قوم طبری
به گفته پژوهشگران آمار بالای طلاق، باروری کم، سالمندی و ازدواج پایین از مشکلات حوزه جمعیت در میان قوم طبری به ویژه طبری‌های مازندران محسوب می‌شود. پژوهشگران به روند پیری جمعیت قوم طبری اشاره نموده و بر لزوم توجه به سیاست جوانی جمعیت تأکید دارند. پژوهشگران خطر انقراض قوم طبری (مازندرانی) را در کشور خطر جدی می‌دانند. براساس غربالگری از ۴۳۰ هزار زوج طبری (مازندرانی) در سال ۱۴۰۱ حدود ۱۰ هزار زوج نابارور در مازندران شناسایی شدند.

## تاریخچه

### دوران باستان

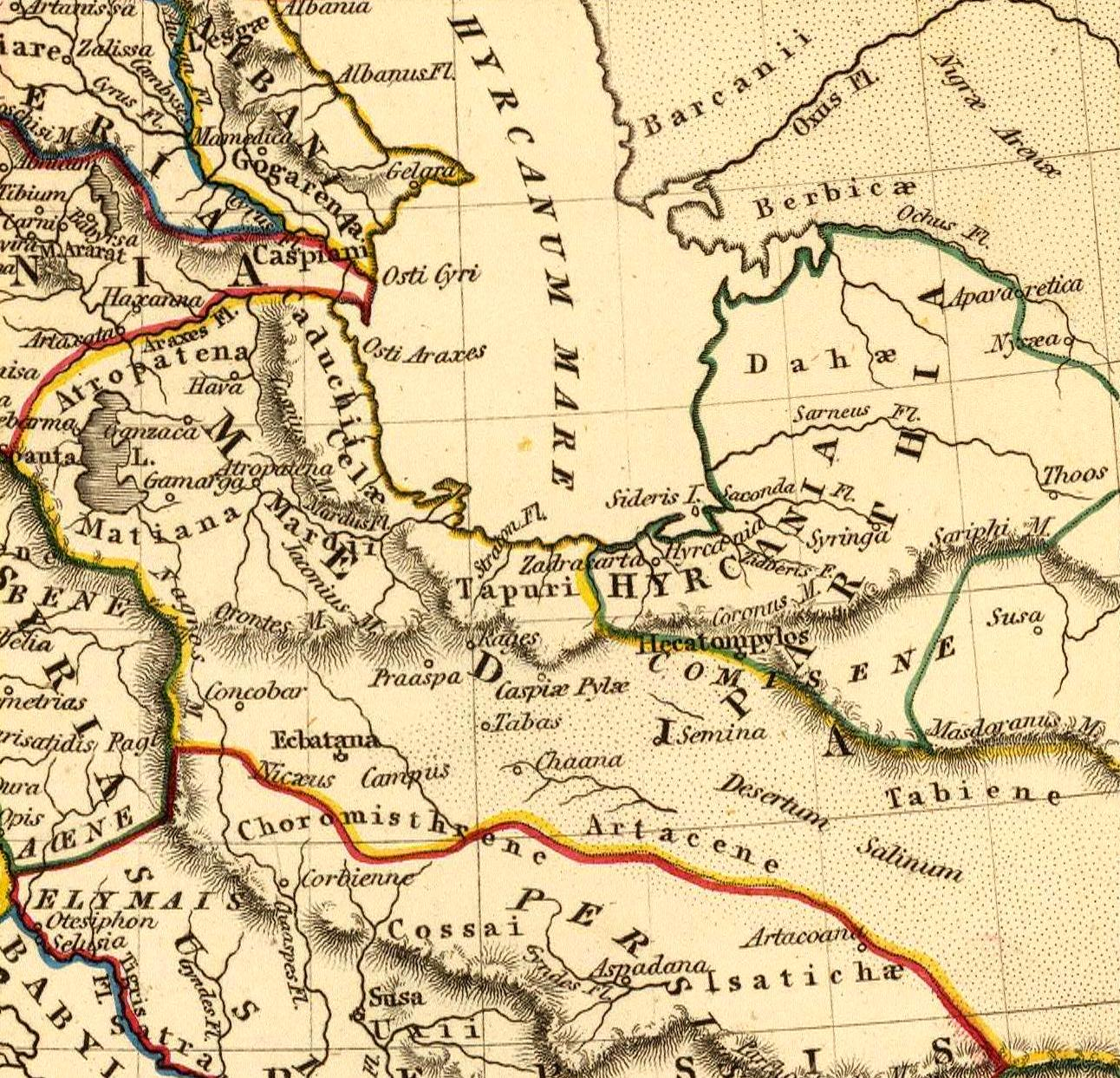
موقعیت تپورها در سده دوم قبل از میلاد، از شرق سپیدرود تا اسرم هیرکانیا؛ نام سیرینکس (Syringa) در نقشه منطقه هیرکانیا دیده می‌شود.

استان مازندران پیش از اسلام تپورستان (به پهلوی: ) نامیده می‌شد که برگرفته از نام قوم تپوری (به یونانی: Τάπυροι) می‌باشد که پس از اسلام قوم طبری نام گرفتند و سرزمینشان طبرستان نامیده شد. تپورستان در اصل ناحیه‌ای در غرب مازندران و شرق گیلان بود و این ناحیه به کل مازندران اطلاق می‌شد.
به گفته واسیلی بارتلد تپوری‌ها در قسمت جنوب شرقی ولایت سکونت داشتند و در قید اطاعت هخامنشیان درآمده بودند و آماردها مغلوب اسکندر مقدونی و بعد مغلوب اشکانیان شدند و اشکانیان در سده دوم ق. م آنها را در حوالی ری سکونت دادند و اراضی سابق آماردها به تصرف تپوری‌ها درآمد و بطلمیوس در شرح دیلم یعنی قسمت شرقی گیلان در ساحل بحر خزر فقط از تپوری‌ها نام می‌برد. به گفته مجتبی مینوی قوم آمارد و قوم تپوری در سرزمین مازندران می‌زیستند و تپوری‌ها در ناحیه کوهستانی مازندران و آماردها در ناحیه جلگه‌ای مازندران سکونت داشتند. در سال ۱۷۶ ق. م فرهاد اول اشکانی قوم آمارد را به ناحیه خوار کوچاند و تپوری‌ها تمام ناحیه مازندران را فرو گرفتند و تمام ولایت به اسم ایشان تپورستان نامیده شد. شهرهای آمل، چالوس، کلار، سعیدآباد و رویان جزئی از سرزمین قوم تپوری بودند.
ویلیام اسمیت در فرهنگ لغت جغرافیای یونان و روم می‌نویسد: تپورها قومی بودند که محل سکونت آنها در دوره‌های مختلف تاریخ به نظر می‌رسد در امتداد فضای وسیعی از کشور از ارمنستان به سمت شرق تا آمودریا گسترش یافته بود. استرابون آنها را در کنار دروازه‌های کاسپین و ری، در پارت و بین دربیک و هیرکانی و همراه با آماردی‌ها و سایر مردم در امتداد سواحل جنوبی دریای مازندران قرار می‌دهد که آخرین دیدگاه یعنی سکونت در امتداد سواحل جنوبی دریای مازندران مطابق نظر کوینت کورس و دیونیسوس و پلینی هم می‌باشد. بطلمیوس در جایی آنها را در زمره اقوام سرزمین ماد به حساب می‌آورد و در جایی دیگر آنها را به مارگیانا نسبت می‌دهد. تپوری‌هایی که در پلینی و کوینت کورس به آنها اشاره می‌کند شکی در آن نیست که ناحیه کنونی طبرستان نام خود را از آنها گرفته است. آلیان توصیف عجیبی از تپوری‌هایی که در ماد زندگی می‌کردند ارائه می‌دهد.

### پیشینه

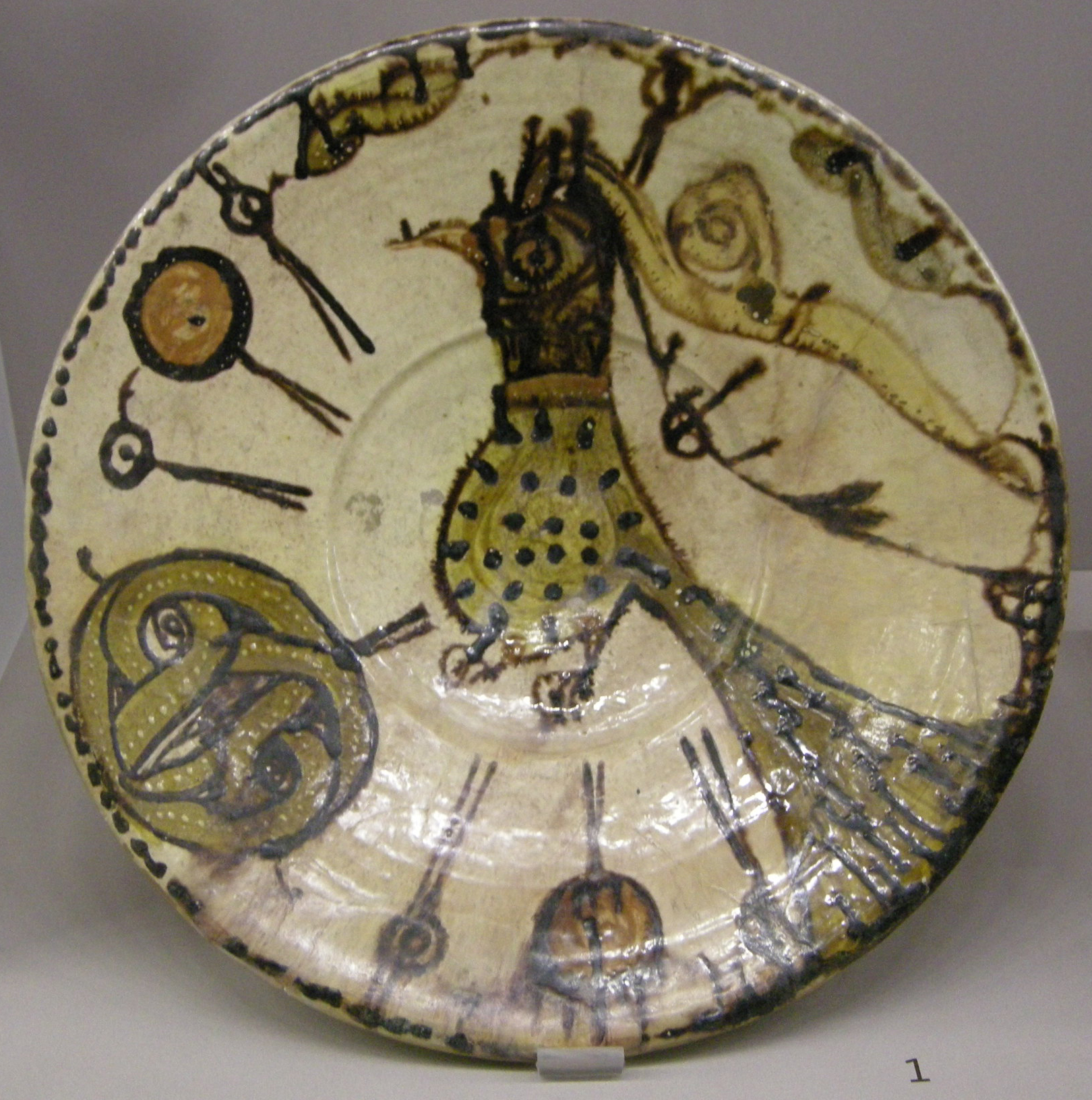
ظرف باستانی یافته شده در ساری.

### بنیان و نامگذاری
شهر کنونی ساری در جوار محل یکی از شهرهای بسیار قدیمی برپا شده است. دربارهٔ نام شهر قدیمی مذکور دانشمندان عقاید مختلف اظهار داشته‌اند و هر کسی نام یکی از بلاد باستانی را که در کتابهای یونانی دیده می‌شود بر آن محل نهاده است. بعضی گفته‌اند این همان محلی است که به فنا که موسوم بوده. بعضی دیگر آن را زدرکرته می‌دانند و برخی هم معتقدند که نام آن شهر سیرینکس بوده است. ساری از زمان حمله اسکندر به ایران به سیرینکس تغییر نام داد و تا زمان شاهنشاهی اشکانی با این نام خوانده می‌شد.
ساری  ازجمله شهرهای بسیار قدیمی ایران است. بر اساس اکتشافاتی که در منطقه نوده در جنوب ساری به عمل آمده، تکه سفالهایی دست‌ساز از دوره مس سنگی با پوشش قرمز و نقوش هندسی سیاه یا قهوه‌ای تیره، یک قطعه دور ریز تولید ابزار سنگی از جنس فلینت به رنگ کرم و سفال‌هایی از دوره مفرغ در طیف خاکستری تیره، سیاه و سنگ چین معماری شناسایی شده که نشان از قدمت ۶ هزار ساله شهر ساری دارد. بنای ساری مرکز استان مازندران را بر اساس نوشته حمدالله مستوفی و دیگر مورخان به تهمورث دیوبند از پادشاهان اساطیری ایران، عده‌ای به فریدون شاه پیشدادی و برخی هم به توس پسر نوذر نسبت می‌دهند. ساری در سده اول هجری به دست فرخان ابن دابویه بربری محله‌ای تجدید بناشده است.
گمانه‌زنی علمی در این مورد وجود دارد که عبارت است از: یونانیان باستان آن را زادراکارتا، اسرم پایتخت تمدن هیرکانیا، ذکر می‌کنند، اشپیگل شرق‌شناس و نئونازیست آلمانی آورده که نام ساری کنونی برگرفته از نام قوم سائورو بوده که پیش از اقوام آریایی به ایران در شهر باستانی اسرم، که هم‌اکنون نام دهی در ۱۰ کیلومتری ساری است، زندگی می‌کرده‌اند. ادوارد پولاک گمان دارد که نام ساری دگرگونی واژگانی سادراکارتا می‌باشد، دکتر اسلامی نیز در کتاب خویش نوشته که احتمال آنکه زادراکارتا از نام زردگرد، باشد نیز است.
در کتاب تاریخ باستان نام سارو به معنی شهر زرد برای ساری به کار می‌رود؛ که دلیل آن را وجود درختان متعدد مرکبات خصوصاً نارنج و لیمو می‌داند. همچنین ذکر می‌کند که احتمالاً زادراکارتا و سارو یکی هستند. که نام قومی در اسرم بوده است. ظهیرالدین مرعشی نیز در کتاب «تاریخ طبرستان و رویان و مازندران» به روایت نوشته است که فرخان بزرگ شهر ساری را به نام فرزندش، سارویه ساخته است.
فرضیه دیگر این است که نام ساری را کروواتها hr:Hrvati (به کروات: Hrvati) بر ساری گذاشتند در زبان کرووات‌ها، ساراویتی به معنای مکانی میان دو رود و ساراس به معنای برکه آب است. گله‌داران بزرگ کرووات وقتی گله‌های خود را به آن منطقه می‌آوردند از آن بانام ساراویتی یاد می‌کردند. به خاطر دارید که موقعیت مکانی شهر در آن زمان اسرم کنونی بود. هنوز هم این منطقه (شهرستان میان‌دورود) نامیده می‌شود.

### باستانی
در تاریخ اساطیری ایران وقتی که منوچهر برای انتقام قتل ایرج پدر خود، سلم و تور را کشت آنها را در ساری در کنار قبر ایرج مدفون کرد و بر هر قبری گنبدی ساخت که در زمان ظهیرالدین به سه گنبد معروف و بقدری محکم بود که امکان نداشت آن را بتوان خراب کرد. رستم بعد از نبرد شومی که با پسر خود سهراب کرد ابتدا می‌خواست نعش فرزند را به زابلستان بفرستد، ولی به‌واسطهٔ گرمی هوا او را در همان ساری در محلی موسوم به قصر تور امانت گذاشت که گویا بعدها در همان‌جا مدفون شد. فرخان بزرگ بیکی از بزرگان درباری خود بنام «باو» فرمان داده بود که شهر ساری را درمحل ده اوهر (که بعد به نارنجه کوتی معروف شد) بنا کند. این مکان را به‌واسطهٔ موقع ممتاز و نهرهای فراوان و محلات باصفای اطرافش برگزیده بودند. ولی سکنهٔ آنجا با دادن رشوه باو را فریفتند و وادارش کردند که از آن کار منصرف شود و محل دیگری را برگزیند. وقتی که پادشاه از خیانت باو آگاه شد او را بزندان انداخت و در دهکدهٔ آویجان (یا باو آویجان) وی را به دار زد و با پولی که باو از راه رشوه جمع کرده بود دهی ساخت موسوم به دینار کفشین (تیرکلا (ساری)).
تا زمان حمله اعراب به ایران و پیروزیشان در این سرزمین، مازندران یکی از ساتراپ‌های ایران به‌شمار می‌آمد که مرکز آن همین شهر ساری بود؛ ولی مردم این منطقه مخالفت‌های بسیاری انجام می‌دادند که باعث شد از دوره هخامنشیان پادشاهان ایران برای این منطقه فردی را موظف کردند که به زادراکارتا (ساری) بیاید و منطقه را تحت امنیت داشته باشد.
از اواخر دوره ساسانیان تا اوایل صفویان شهر ساری پایتخت دو سلسله باوندیان و قارنوندیان بود. سلسله قارنوندیان در زمان هارون الرشید با مرگ مازیار برافتاد ولی باوندیان تا ۷۵۰ هجری در ساری و فریم حکومت می‌کردند که از نظر مدت زمان حکومت طولانی‌ترین سلسله مستمر پادشاهی جهان حتی از طولانیتر از سلسله‌های فراعنه در مصر می‌باشد. در این سال حکومت تازه بنیان کیاهای جلال باوندیان را سرنگون کرد و در ساری مستقر شد؛ ولی مردم از این شاهان زورگو راضی نبودند بنابرین مرعشیان و سپس صفویان به این شهر دست یافتند. شاهان صفوی به این شهر علاقه‌مند شدند و در زمان ایشان پایتخت تابستانی صفویان در فرح‌آبادِ ساری بود. پس از صفویان ساری به دست نادرشاه افتاد.

### پس از اسلام
گیلان و مازندران تنها سرزمین‌هایی در آسیای غربی هستند، که در زمان حمله اعراب به ایران توسط ایشان فتح نشده است، زیرا گیلان و مازندران از همه طرف محفوظ هستند و راه‌های ورودی به این خطه‌ها بسیار سخت بوده است. کوهستان‌های البرز باعث شده که سپاه اعراب نتواند وارد گیلان و مازندران شوند و این باعث شد که این سرزمین‌ها هیچگاه با زور و ظلم فتح نگشتند؛ ولی در دوران اندرزاها رسم بر این بود که شاهان ساری و شهریارکوه به کسانی که از ترس خلفای عباسی به مازندران پناه می‌آوردند، اموال بسیار و پناهگاهی برای معیشت می‌داد و بر همین اساس بسیاری از شیعیان و سیدان علوی، که با جور خلفای عباسیان مخالف بودند، به ساری یا آمل فرار می‌کردند. این سادات به مرور زمان مردم مازندرانی را که هنوز به زرتشت ایمان داشتند به دین اسلام آشنا کردند و طی مدتی سراسر مازندران به مذاهب مختلف تشیع گرویدند و سلسله‌های مختلف به مذهب تشیع روی آوردند. نخستین مسجد جامع ساری پس از مرگ اسپهبد خورشید دابویی و سقوط حکومت وی در مهرماه ۱۴۰هجری شمسی، توسط مسلمانان و به امر ابوالخطیب بنیان نهاده شد.
از ساری به عنوان یکی از شهرها و نواحی طبرستان یاد شده است.
ابن رسته مورخ سده سوم، طبرستان از جانب مشرق به گرگان و قومس و از طرف مغرب به دیلم و از طرف شمال به دریا و از طرف جنوب به به بعضی از نواحی قومس و ری محدود می‌شود. به گفته ابن رسته مراکز و بخش‌های طبرستان چهارده تا است و خورهٔ آمل که کرسی و مرکز آن ناحیت است و شهرهایش عبارتند از: ساری و اسرم و مامطیر و تُرنجه و روُبست و میله و مرارکدیه (کدح) و مِهروان و طَمیس و تَمار و ناتل و شالوس (چالوس) و رویان و کلار.
اصطخری می‌نویسد: آمل، ناتل، سالوس (چالوس)، کلار، رویان، میله، برجی، چشمهٔ‌الهم، ممطیر، اسرم، ساری، مهروان، لمراسک و تمیشه در شمار طبرستان است.
ابن حوقل در وصف طبرستان می‌نویسد: بزرگ‌ترین شهر طبرستان شهر آمل و در زمان ما حاکم نشین آنجاست. از پلور تا آمل یک منزل است و از آمل به شهر میله دو فرسخ و از میله تا تریجی دو فرسخ و از تریجی به ساری یک منزل و از ساری تا استرآباد چهار منزل و از استرآباد تا گرگان دو منزل راه است و از آمل تا ناتل یک منزل و از ناتل تا چالوس یک منزل و به سمت دریا تا عین الهم یک منزل است. ابن حوقل می‌نویسد: شهرهای آمل، شالوس (چالوس)، کلار، رویان، میله، تریجی، عین الهم، مامطیر، اسرم،ساریه و طمیسه جز ولایت طبرستان است.
مقدسی نیز در احسن التقاسیم فی معرفة الاقالیم «جرجان، طبرستان، دیلمان و جیلان» را در اقلیم پنجم عالم معرفی کرده است. مقدسی همچنین طبرستان را دارای کوه‌های بسیار و باران فراوان، وصف کرده و آمل را مرکز طبرستان و چالوس، مامَطیر، تُرنجَه، اسرم،ساریه، تمیشه و… را از شهرهای طبرستان دانسته است.
به نقل از حدود العالم تمیشه، لمراسک، اسرم،ساری، مامطیر، تریجی، میله، آمل، الهم، ناتل، رودان، چالوس و کلار در شمار طبرستان هستند. به گزارش مؤلف حدود العالم ناتل، رودان، چالوس و کلار شهرک‌هایی‌اند اندر کوه و شکستگی‌ها و این ناحیتی است هم از طبرستان و لکن پادشاهی دیگر است و پادشاه آن استندار خوانند.
ابوالقاسم بن احمد جیهانی در کتاب اشکال‌العالم می‌نویسد: از شهرهای طبرستان: آمل، ناتل، سالوس (چالوس)، کلارودان، عین‌الهم، مامطیر، اسرم،ساری، تمیشه، استرآباد، جرجان، آبسکون و دهستان است. راه آمل به دیلم، آمل تا ناتل از آنجا تا سالوس و از آنجا تا کلار و از آنجا تا دیلم است. رابینو می‌نویسد: وسعت دیلم تا بیش از یک منزلی مغرب ناحیه کلار طبرستان نبوده است. حمزه اصفهانی مورخ سده سوم در کتاب سنی ملوک الارض و الانبیا می‌نویسد: طبرستان دارای کوره‌های بسیار بود که یکی از آنها سرزمین دیلم است و ایرانیان دیلمیان را کردهای طبرستان می‌نامیدند چنان‌که عربان مردم عراق را کردهای سورستان می‌خواندند.
ابن اسفندیار طبرستان را از شرق تا غرب، محدود به دینارجاری تا ملاط دانسته، که معادل تقریبی جرجان و رودسر کنونی هستند. ابن اسفندیار در کتاب تاریخ طبرستان از شهرهای طبرستان که دارای جامع و مصلی بودند چنین نام می‌برد: به هامون آمل، اسرم،ساری، مامطیر، رودبست، تریجه، میله، مهروان، اهلم، پای‌دشت، ناتل، کنو، شالوس (چالوس)، بیخوری، لمراسک، طمیش و به کوهستان کلار، رویان، نمار، کجویه، ویمه، شلنبه، وفاد، الجمه، شارمام، لارجان، امیدوارکوه، پریم و هزارگری. ظهیرالدین مرعشی در کتاب تاریخ طبرستان و رویان و مازندران می‌نویسد: حد طبرستان از طرف شرقی دیناره‌جاری و از طرف غربی ملاط که آن قریه شهر هوسم که اکنون به فرضه روده‌سر اشتهارد دارد. حد مازندران از طرف شرقی بیشه انجدان می‌باشد و از طرف غربی ملاط می‌باشد. حد گرگان حالیا که به استرآباد مشهور است و اصلاً دهستان می‌گفتند شرقی دیناره جاری است که حد شرقی تمام طبرستان است و غربی انجدان که حد شرقی مازندران است. به گفتهٔ ظهیرالدین مرعشی مازندران بخشی از طبرستان است و سرزمین طبرستان، گرگان و مازندران هر دو را در بر می‌گرفت.

### تاریخ معاصر
آغا محمد خان قاجار در سال ۱۱۵۱ خورشیدی در ساری مدعی سلطنت بر ایران شد و پایتخت خود را این شهر اعلام نمود و زرگران شهر تاجی از جواهر برای او ساختند و در نوروز آن سال در ساری بر سر نهاد، پس از تصرف قفقازیه و سرکوب کلیه امراء و حکام داخلی و پذیرش اطاعت و فرمان خان قاجار از سوی کلیه نواحی به استثنای مشهد و خراسان که هنوز زیر فرمان شاهرخ میرزا و فرزندش نادر میرزا بود، آقا محمدخان در مسیر تهران در تهران مستقر شد و آن را دارالخلافه نامید. لذا در دوره قاجاریان ساری در ابتدا به عنوان مرکز قاجاریان بود و سپس پایتخت به تهران انتقال پیدا کرد.
نظام شهری نوین ساری از قاجاریه به بعد باقی مانده است و ساری از نخستین شهرهای ایران بوده است که ساخت راه‌آهن سراسری ایران در آنجا آغاز گشت و پس از رضاشاه و در هنگام جنگ جهانی دوم به تصرف نیروهای شوروی درآمد و پس از جنگ جهانی نیز فرودگاه دشت ناز ساخته گردید و طرح‌های توسعه به سمت خاور به وجود آمد و پس از انقلاب نیز، جاده‌های اطراف شهر توسعه داده شد.

### بلدیه یا شهرداری ساری
هم‌زمان با تأسیس بلدیه ساری، قانونی به تصویب مجلس رسید که بر آن اساس انجمن بلدیه وظیفه یافت نسبت به انتخاب شهردار با رأی مردم اقدام کند. در سال ۱۲۹۰ شمسی با پیشنهاد دولت وقت مبنی بر انفصال انجمن بلدیه موافقت گشت و در سال ۱۲۹۹ ضیاءالدین طباطبایی نهاد مستقلی مانند بلدیه را که به دولت وابسته بود را ساخت و در سال ۱۳۰۰ شمسی اداره بلدیه رسماً وابسته به دولت شد. آغاز به کار بلدیه در ساری مربوط به سال ۱۲۹۸ می‌باشد و «احمد ممنون» به عنوان نخستین شهردار ساری در سال ۱۳۰۱ معرفی شد.

### رویدادهای تلخ تاریخی
- سال ۳۲۳ سیلاب و طغیان تجینه رود (تجن).
- سال ۳۲۶ سیل و با گل و لای یکسان شدن ساری.
- سال ۴۲۶ حمله سلطان محمود غزنوی و ویرانی‌های وی.
- سال ۵۹۸ آتش‌سوزی در ساری.
- سال ۷۹۵ حمله تیمور و به خاک و خون کشیدن ساری و مردمانش.
- سال ۱۰۱۷ زمین لرزه بزرگی در ساری روی داد.
- سال ۱۰۴۵ حمله روس و آتش کشیدن فرح آباد و ساری.
- سال ۱۰۹۸ زلزله هولناک در ساری.
- سال‌های ۱۱۹۴–۱۲۰۵ جنگ‌های داخلی برادران و دشمنان آقا محمد خان قاجار.
- سال ۱۲۲۳ زلزله بزرگ در ساری
- سال ۱۲۳۵ بیماری طاعون.
- سال ۱۳۲۰ بیماری تیفوس.

## جغرافیا

### جغرافیای ساری
شهر ساری واقع در کوهپایه‌های رشته کوه البرز دارای دو بخش کوهستانی و دشت است در طول جغرافیایی ۵۳ درجه و ۵ دقیقه و عرض ۳۶ درجه و ۴ دقیقه از شرق با دشت ناز ۱۵ کیلومتر و با مشهد ۶۸۵ کیلومتر، از غرب با قائمشهر ۱۰ کیلومتر، با تهران از جاده فیروزکوه ۲۵۰ کیلومتر و با کرج ۱۵ کیلومتر، از جنوب با کیاسر ۶۶۵ کیلومتر و با سمنان از جاده شهمیرزاد-فولادمحله ۱۹۵ کیلومتر و از شمال با دریای مازندران ۲۷ کیلومتر فاصله دارد.

### موقعیت
| نقشه استان مازندران به تفکیک شهرستان دریای مازندران رامسر تنکابن عباس آباد کلاردشت چالوس نوشهر نور محمودآباد آمل فریدون کنار سیمرغ بابلسر بابل قائم‌شهر جویبار سوادکوه شمالی سوادکوه ساری میان دورود نکا بهشهر گلوگاه سمنان تهران البرز گیلان گلستان قزوین |

### رودها
از درون شهر ساری رودخانه تجن عبور می‌کند. این رود در شرق ساری جریان دارد. امروزه در ساحل این رود پارک تجن (قائم) و پارک ملل ساری ساخته شده است که بزرگ‌ترین پارک ساری نیز به‌شمار می‌رود.
این رودخانه از ۳ شاخه اصلی زارم رود در شمال و شاخه اصلی تجن در مرکز و شاخه سفید رود در جنوب حوضه آبریز تشکیل می‌شود و افزون بر آن‌ها در مسیر خود ریزابه‌هایی مانند دره ببرچشمه، پلاروی، شیرین رود، سالار دره، آب تیرجاری و جز آن‌ها را دریافت می‌دارد.
نام تجن (tajen) از بن تجیدن یا تزیدن و پسوند ان (en) ساخته شده و به چم (معنای) «بسیار روان و جریان دارنده» است.
ساری از غرب به رود ماچک تیرکلا و سیاهرود محدود می‌گردد.

### زمین‌لرزه‌ها
شهر ساری در ناحیه‌ای زلزله‌خیز واقع شده و در طول تاریخ بارها با خاک یکسان گشته است. مهیب‌ترین زمین‌لرزه‌های که تا به‌حال ساری شاهد آن بوده، در سال‌های۱۰۱۷ و ۱۰۹۸ و ۱۲۲۳ خورشیدی روی داده است.
گفته می‌شود که دلیل وقوع زمین‌لرزه‌های بزرگ و ویرانگر در ساری و نواحی دیگر مانند رشته‌کوه‌های البرز و زاگرس، قرارگرفتن آن‌ها در مسیر کمربند آلپاید می‌باشد؛ مسیر این کمربند از میانهٔ اقیانوس اطلس شروع شده و پس از عبور از دریای مدیترانه، شمال ترکیه، ایران، هند، چین و جزایر فیلیپین، به کمربند دیگری که اقیانوس آرام را دور می‌زند، متصل می‌شود.

## جمعیت
جمعیت شهر ساری بر اساس نتایج سرشماری عمومی نفوس و مسکن سال ۱۳۹۰، ۲۹۶٬۴۱۷ نفر بوده است که از سال ۸۵ تا به حال ۲٫۵۵ درصد رشد داشته است. همچنین جمعیت این شهر در سال ۱۳۹۵، ۳۰۹٬۸۲۰ نفر بوده است.

## تقسیم‌بندی شهری
شهر ساری به ۴ منطقه شهری تقسیم شده و منطقه ۳ وسیع ترین و پرجمعیت‌ترین منطقه آن است.
همچنین این شهر شامل ۸ محله بزرگ شهری است که اسم آنها به این شرح می‌باشد:

## ساری در اشعار فارسی

### در اشعار فردوسی
ساری از معدود شهرهایی است که در شاهنامه فردوسی چندین بار به آن اشاره شده است.
| منوچهر چون یافت زو آگهی |  | بیاراست دیهیم شاهنشهی        |
| ز ساری و آمل برآمد خروش |  | چو دریای سبز اندر آمد به جوش |

### در اشعار ملک الشعرا بهار
این شعر در هنگام پایه‌گذاری نخستین دبستان نوین ساری سروده و بر سردر چوبی آن نگاشته شد.
| شاد باش‌ای شهر ساری کز فروغ علم و دانش |  | بینمت چشم و چراغ کشور مازندرانی |

### در منظومهٔ ویس و رامین
| اگر خوانند آرش را کمانگیر    |  | که از ساری به مرو انداختی یک تیر |
| تو اندازی به جان من به گوراب |  | همی هر ساعتی صد تیر پرتاب        |

### در اشعار فرخی
| جهانداری که از ساری جهان بگرفت تا باری |  | شهنشاهی که از گرگان جهان او راست تا کرمان |

### در شعر شعرای معاصر
| ای گوهر دریای خزر‌ای ساری       |
| ای خاک تو چون نقره و زر‌ای ساری |
| هر وقت که بینمت دلم شاد شود    |
| هر سال کنم بر تو گذر‌ای ساری    |

## مناطق تاریخی و ثبت ملی ساری

### بانک ملی ساری
بانک ملی ساری مربوط به اوایل دوره پهلوی است و در ساری، (سبزه‌میدان) میدان امام حسین (میدان شهرداری) واقع شده و این اثر در تاریخ ۳ بهمن ۱۳۷۹ با شمارهٔ ثبت ۳۰۳۱ به‌عنوان یکی از آثار ملی ایران به ثبت رسیده است.

### تپه گل نشین ساری
تپه گل نشین ساری یکی از چندین تپه باستانی شهر ساری است که مربوط به هزاره اول قبل از میلاد می‌باشد. این اثر باستانی در تاریخ ۱ مهر ۱۳۸۲ با شمارهٔ ثبت ۱۰۲۹۶ به‌عنوان یکی از آثار ملی ایران به ثبت رسیده است.

### کهنه باغشاه ساری
بنیاد آن توسط پادشاهان صفوی بوده است و در زمان رضا شاه آن را خراب کردند و خیابان خیام کنونی را ساختند (اگرچه هنوز در خیابان خیام آثار باغ در ملک خصوصی مردم نمایان است)

### نوباغشاه ساری
به‌دست محمد میرزا ملک آراء در زمان فتح علی شاه ساخته شد و عمارت‌هایی شبیه چهل ستون اصفهان در آن احداث نمودند که البته در زمان رضاشاه و به دستور وی پادگان شد. هم‌اکنون به عنوان «بوستان ولایت»، تغییر کاربری داده است.

### خانه‌های قدیمی

#### خانه رمدانی ساری
عمارت تاریخی خانه رمدانی ساری مربوط به دوره قاجار است و در ساری، محله آب انبار نو واقع شده و این اثر در تاریخ ۱۱ مرداد ۱۳۸۴ با شمارهٔ ثبت ۱۲۵۴۹ به‌عنوان یکی از آثار ملی ایران به ثبت رسیده است. بنای دو طبقه‌ای که در جلو خانه قرار دارد با سردری زیبا در واقع نقش ورودی و هشتی بنا را ایفا می‌کند. این فضا جهت استراحت مراجعان و انجام اموری که نیاز به واردشدن به خانه را نداشته در نظر گرفته و اتاقهای طبقه فوقانی با تزئینات زیبای چوبی، پنجره‌های ارسی و نورگیرهای گچی محل اسکان مهمانان بود. بنای دوم که در پشت با یک فاصله قرار دارد، در دوره پهلوی اول، دستخوش تغییرات اساسی شده است. این بنا از یک اتاق شاه نشین و دو اتاق معروف به گوشواره در طرفین که با یک راه رو به هم وصل می‌شوند شکل گرفته است. این اتاق‌های گوشواره نام، محل قرار دادن لباس و وسایل خواب خدمتکارانی بود که در اتاق شاه نشین زندگی می‌کردند. عمارت تاریخی رمدانی یکی از جاذبه‌های تاریخی و گردشگری شهر ساری می‌باشد که در مرکز شهر واقع شده است. این بنا در قسمت بافت قدیم شهر در محلهٔ آب انبار نو واقع شده است. در قسمت قدیمی شهر ساری انواع عمارت‌ها و مکان‌های تاریخی که یکی از جاذبه‌های استان مازندران محسوب می‌شود وجود دارد که یکی از آنها عمارت تاریخی رمدانی می‌باشد.

#### عمارت کلبادی ساری
این مکان زیبا و قدیمی در مرکز شهر ساری و در نزدیکی میدان اصلی واقع شده است و  درحال حاضر به عنوان اداره میراث فرهنگی مورد بهره‌برداری قرار گرفته و پیشینه آن یه حدود ۱۲۰ سال پیش بازمی‌گردد. ویژگی‌های اجزای معماری آن همچون اتاق‌ها، حجره‌ها، شاه نشین، گرمابه، اصطبل، حیاط و هنر به‌کاررفته بر روی پنجره‌ها و ارسی‌ها و آراستن آن‌ها با شیشه رنگی در نوع خود بی‌نظیر است. این عمارت در زبان مازندرانی گلباتی نامیده می‌شود.

#### عمارت فاضلی ساری
عمارت فاضلی ساری یکی از جاذبه‌های گردشگری ایران به حساب می‌آید. این عمارت زیبا در محله آب انبار نو ساری واقع شده است و دارای دو عمارت مسکونی متعلق به دوره قاجار و پهلوی است. طبق اطلاعات منتشر شده توسط شرکت عمران و مسکن سازان مازندران،  درحال حاضر خانه فاضلی‌ها دارای کاربری خاصی نیست و بازدید برای عموم آزاد است. هدف اصلی از بازسازی خانه فاضلی‌ها مرمت ساختمان‌های قدیمی اطراف این عمارت و رسیدن به یک مجموعه تاریخی با کاربری فرهنگی شاخص در شهر ساری است.

#### عمارت ناظری‌ها
این بنای تاریخی-مذهبی همچون دیگر بناهای دوره قاجاری دارای حیاط مرکزی، اندرونی، بیرونی، بنای اصلی، اتاق‌های ۳ دری و یک ایوان و تالار مرکزی است که علاوه بر کاربری مسکونی جهت برگزاری مراسم سوگواری محرم مورد بهره‌برداری قرار می‌گرفت. خانه تاریخی ناظری‌ها در بافت کهن تاریخی شهر ساری و در محله آب انبار نو به مساحت قریب به سه‌هزار متر مربع واقع شده است .

#### پل تجن ساری
این پل بر روی رودخانه‌ای به نام پل تجن ساری که از داخل شهر ساری و در بخش شرقی آن جاری است احداث شده است. این پل در اوایل دوره پهلوی تجدید بنا شده و در تاریخ ۸ مرداد ۱۳۵۴ با شمارهٔ ثبت ۱۵۳۶ به‌عنوان یکی از آثار ملی ایران به ثبت رسیده است. در گذشته و از روی سازه قدیمی پل تجن نقاشی معروفی از کمال الملک کشیده شده که در موزه آستان قدس رضوی نگهداری می‌شود.

#### خانه سردار جلیل ساروی
خانه سردار جلیل مربوط به دوره قاجار و متعلق به لطفعلی خان سردار جلیل (سالار مکرم) از امرای با نفوذ ارتش وقت بود. این بنا در مرکز شهر ساری خیابان نادر (جمهوری) و در کوچه سردار واقع است. بی‌توجهی کامل سازمان میراث فرهنگی و گردشگری مازندران منجر به آسیب‌های زیادی به این بنای مهم عصر قاجار مازندران شده است. این بنا در تاریخ ۲۵ اسفند ۱۳۸۰ با شمارهٔ ثبت ۵۴۰۱ به‌عنوان یکی از آثار ملی ایران به ثبت رسیده است.

#### حمام وزیری ساری
حمام وزیری ساری این بنا بخشی از عمارت وزیری بوده که متأسفانه اکنون به بازار والاتبار تبدیل گشته است. این بنا نیز در مرکز شهر ساری و متعلق به خاندان سرشناس وزیری، در کنار خانه کلبادی قرار دارد و از لحاظ نوع معماری، مصالح و ویژگی‌های ساختمانی از ابنیه دیدنی و مشهور مازندران به‌شمار می‌رود. ان بنا نیز متعلق به دوران قاجاریه است.

### آب انبارهای ساری
ساری در آخرین دوره دارای ۵ آب انبار معروف بوده که هم‌اکنون بنای ۳ آب انبار آن موجود است.

#### آب انبار میرزا مهدی ساری
این بنا در مرکز شهر ساری واقع شده و مربوط به دوران افشاریه یا زندی ه می‌باشد، منبع اصلی به وسیله پلکانی به پای شیر و انبار آب دسترسی دارد. پلان آن گرد و با گنبد هلالی است که همه آن با آجر و ملاط ساخته شده و در بخش دوگانی گنبد دریچه‌هایی برای فراهم آوردن روشنائی درون آب انبار تعبیه گردیده است.

#### آب انبار نو ساری
این آب انبار نو ساری نیز در مرکز شهر ساری و در بافت قدیمی مابین خیابان‌های قارن و ۱۸ دی کنونی قرار دارد و به لحاظ نوع کاربری همچون آب انبار میرزا مهدی است. بلندای آن از کف آب انبار تا سقف آن ۴۰/۲۱ متر است. ورودی این آب انبار از سمت خیابان ۱۸ دی می‌باشد.

### دروازه‌های ساری
ساری در گذشته دارای چهار دروازه در چهار سمت شهر بوده که عبارت بودند از: دروازه بابل (شهرآشوب)، دروازه گرگان (میدان شهدا)، دروازه فرح آباد (سه راه ملا مجدالدین) و دروازه نوباغشاه (سبز میدان).

### برج‌ها و اماکن مقدس

#### مسجد جامع ساری
مسجد جامع ساری که قدیمی‌ترین و نخستین مسجد مازندران است و قبل از آنکه به مسجد تبدیل شود آتشکده زرتشتیان بوده است. محوطه مسجد در سال‌های گذشته چند بار گمانه زنی شده و آثار تاریخی بسیاری از آن خارج شد که سرنوشت بعضی از این آثار نا معلوم است.

#### مسجد حاج مصطفی خان ساری
در سال هق۱۲۷۳ مسجد حاج مصطفی‌خان سورتیجی ایجاد گردید و در محلهٔ امام‌زاده عبدالله آن زمان و محلهٔ چهارراه برق کنونی قرار دارد. این اثر دوره قاجاریه با ملحقات و موقوفات پیرامون خود بعد از مسجد جامع ساری به عنوان بزرگ‌ترین مسجد در مرکز شهر قرار دارد.

#### مجموعه تاریخی فرح‌آباد ساری
مجموعه تاریخی فرح‌آباد در ۲۵ کیلومتری شمال شهر ساری و در ورودی فرح‌آباد و در ۲کیلومتری ساحل دریای مازندران در محدوده کنونی روستای فرح آباد قرار دارد. این مجموعه شامل مسجد، پل، دیوارهای بر جای مانده از یک کاخ سلطنتی است که به دستور شاه‌عباس‌صفوی ساخته شده و تفرج‌گاه ساحلی صفوی بوده است. مسجد با ایوان‌های بلند، شبستانها. حجره هاو مناره‌ها از مهم‌ترین بناهای تاریخی استان مازندران به‌شمار می‌رود. شاه عباس  به‌دلیل اینکه از طرف مادر بهشهری بود علاقه فراوانی به آبادانی مازندران داشت و از این رو بناهای زیادی در مازندران احداث نمود. فرح آباد در آن زمان روستای کوچکی بود به نام طاهان که در دوره صفویه به بندری پر رونق تبدیل و حتی در دوره شاه عباس دوم صفوی به عنوان پایتخت دوم ایران پس از اصفهان شناخته شد و به فرح آباد تغییر نام و به دارالسرور و دارالسلطنه شهرت یافت.

#### برج رسکت ساری
برج رسکت ساری در چهل کیلومتری جنوب باختری شهر ساری، در یکی از روستاهای دودانگه به نام روستای رسکت قرار دارد و مسیر دست رسی به آن از ساری آغاز و پس از گذر از دو راهی کیاسر و سد سلیمان تنگه به سوی باختر منحرف می‌شود که بیشتر بخش‌های آن آسفالته می‌باشد. این بنا در بخش دودانگه ساری قرار دارد و با آجر ساخته شده و رایه‌های آن شامل مقرنس کاری دو کتیبه آجری به خط کوفی و پهلوی ساسانی است. احتمالاً مقبره یکی از شهریاران آل باوند بوده و مربوط به سده پنجم هجری قمری است.
در سال ۲۳۱ خورشیدی برابر با ۲۳۷ قمری شهاب‌سنگی در منطقه فریم سقوط کرد که به نام شهابسنگ اسپهبد شروین خوانده شد. برخی پژوهشگران برج رسکت ساری را یادمانی چند منظوره در نزدیکی محل سقوط این شهابسنگ می‌دانند.

### حسینیه عباس خانی ساری
شهر ساری دارای تکیه‌های فراوانی می‌باشد که قدیمی‌ترین و کهن تریت آن‌ها حسینیه عباس خانی ساری در محله چهار راه برق ساری می‌باشد که بنا بر گفته بسیاری قدیمی‌ترین حسینیه پابر جای مازندران و گلستان می‌باشد که ساخت آن به سال ۱۲۳۴ خورشیدی بر می‌گردد. این اثر در تاریخ ۲۷ آبان ۱۳۸۶ با شمارهٔ ثبت ۲۰۲۸۰ به‌عنوان یکی از آثار ملی ایران به ثبت رسیده است.

#### سه گنبدان ساری
سه گنبدان ساری باشکوه‌ترین یادگار باستانی ایران؛ بنایی استوار با سه گنبد پلکانی و هرمی شکل که از بن تا سر آن کمانی بوده است از اینرو ویران‌سازی و تخریب آن بسیار دشوار بوده و در سه مرحله در زمان فتحعلی شاه و خویشاوندانش انجام شده است. زیر هر گنبد آرامگاه ایرج، سلم و تور (تورج) پسران فریدون شاه است و در هنگام شاهنشاهی منوچهر ساخته شد و پیرامون آن در هنگام فرمانروایی توس تکمیل شد. تا سال ۱۳۷۰ با هزار افسوس تنها چاله بزرگی از ویرانه آن در کنار سبزه میدان و ساختمان استانداری با سبزه زار و درختان نارنج دیده می‌شد که آن هم پر شد و اکنون بوستانی هم تراز خیابان انقلاب (شاه) است؛ کهنسالی این بنا زیاد است و تاریخ دقیق آن دانسته نیست.

#### شاطر گنبد ساری
شاطر گنبد ساری یا گنبد شاطر یک بنای آرامگاهی و متعلق به سده نهم هجری قمری برابر با عصر تیموریان در یک کیلومتری جنوب شهر ساری است. این سازه تاریخی برای مدت طولانی در محاق قرار داشت و  به‌دلیل عدم توجه به آن دچار آسیب‌های فراوان شده است.  درحال حاضر اطراف و سقف این بنا درختان و گیاهان خود رو سبز شده‌اند که اگر توجه جدی نشو منجر به تخریب بنا خواهد شد. شاطر گنبد در تاریخ ۲۷ مرداد ۱۳۶۴ با شمارهٔ ثبت ۱۶۷۰ به‌عنوان یکی از آثار ملی ایران به ثبت رسیده است.

#### تکیه پهنه‌کلا ساری
تکیه پهنه‌کلا ساری یا حسینیه پهنه‌کلا ساری (به مازندرانی پهنه‌کِلا تَکیه)، حسینیه‌ای واقع در حومه جنوبی شهر ساری، استان مازندران و در روستای پهنه‌کلا شمالی است که تا مرکز شهرستان ساری حدود ۱۰ کیلومتر فاصله دارد

#### امامزاده یحیی ساری
ساختمان برج آجری امامزاده یحیی ساری در شهر ساری واقع شده و در تاریخ ۳۱ تیر ۱۳۱۳ با شماره ثبت ۲۱۱ به‌عنوان یکی از آثار ملی ایران به ثبت رسیده است. هسته اصلی بنای امامزاده دارای پلان دایره‌ای شکل است. این پلان حجم استوانه‌ای ایجاد کرده است. گنبد امامزاده هرمی چند ضلعی به ارتفاع حدود ۲۰ متر است.
درون بقعه، صندوقی مشبک و چوبین وجود دارد و درون آن نیز صندوق دیگری است، که نام بانی آن خواجه الحسن بن پیر علی الرومی و نام کاتب فخرالدین مطهر بن عبدالله الداعی الحسنی الاملی و نام‌های سازندگان آن حسین النجار و الاستاد محمد بن الحسن الجیلانی به تاریخ ساخت ۸۴۹ هجری قمری بر آن دیده می‌شود .

#### امامزاده عباس ساری
در حاشیه شمالی ورودی خاوری شهر ساری واقع شده و از نظر شیوه معماری، گنبد هرمی شکل و صندوق چوبی نفیس، یکی از بناهای معروف استان مازندران است.
تاریخ ساخت آن ۸۹۷ هجری قمری است و چهار امامزاده بنام‌های عباس و زید و محمد و حسن در آن مدفون می‌باشند. این بنا در بلوار امام رضا منطقه‌ای به نام آزادگله ساری واقع شده است.

#### امامزاده جبار ساری
در روستای اسپه ورز واقع در جنوب خاوری شهرستان ساری در کیلومتر ۵ جاده ساری به نکا پشت پارک جنگلی شهید زارع ساری در خاور روستای اسپه ورز مدفون است و گفته می‌شود از نوادگان موسی کاظم می‌باشد.

#### برج سلطان زین‌العابدین ساری
برج سلطان زین‌العابدین ساری با گنبد مخروطی هشت‌ترک از لحاظ نوع معماری و تزئینات کاشی کاری و در و صندوق چوبی نفیس، جز مهم‌ترین بناهای تاریخی ساری به‌شمار می‌رود. کتیبه‌ها و کاشی کاری‌های آن زیبا بوده و یک مرقد دیگر در داخل به نام سلزان‌امیر شمس‌الدین می‌باشد.
در مرکز شهر ساری قرار دارد و برج آجری آن به خاطر دارا بودن صندوق و در چوبی نفیس دارای اهمیت است. بلندای بنا ۲۰ متر و تاریخ ساخت آن سال ۸۴۹ هجری قمری می‌باشد. امامزاده یحیی از فرزندان موسی کاظم است.

#### پل رودخانه تجن ساری
این پل در نزدیکی شهر ساری، بر روی رودخانه تجن واقع گردیده است. رودخانه تجن از هراز جریب می‌آید و سمت جنوب شرقی و جنوب به سمت شمال جریان می‌یابد و در فرح آباد به دریا می‌ریزد. بر روی این رودخانه، نزدیک ساری پل‌های متعددی در دوره‌های مختلف ساخته بودند که جملگی تخریب شده است. از این میان هنوز بقایای پلی متعلق به دوره شاه عباس در کنار پل بتنی کنونی که متعلق به دوره پهلوی است، به چشم می‌خورد.

#### باداب سورت ساری
چشمه باداب سورت ساری چشمهٔ پلکانی تراورتنی بی‌نظیر در ایران و کم‌نظیر در جهان است که واقع در روستای ارست بخش چهاردانگه‌ی شهرستان ساری می‌باشد. این چشمه توسط سازمان میراث فرهنگی در سال ۱۳۸۷ پس از کوه دماوند به عنوان دومین میراث طبیعی ایران درفهرست آثار ملی ایران ثبت شد. ثبت جهانی این باداب نیز پس از پاموک‌کاله ترکیه، به عنوان دومین چشمهٔ آب شور جهان بوده است. این چشمه‌ها در بلندای ۱۸۴۱ متری از تراز دریا جای دارند، در ایران بی‌نظیر هستند. اطراف چشمه پوشیده از درختچه‌های زرشک وحشی و ارتفاعات بالاتر پوشیده از جنگل‌های سوزنی برگ است.جریان آب‌های رسوبی و معدنی این چشمه‌ها طی سال‌ها، در شیب پایین دست کوهستانی خود، صدها طبقه و ده‌ها حوضچهٔ پلکانی بسیار زیبا به رنگ‌های نارنجی، زرد و قرمز در اندازه‌های مختلف پدیدآورده است. این طبقات و حوضچه‌ها در واقع جاذبهٔ اصلی و ویژگی منحصر به فرد چشمه‌های باداب سورت است. زیبایی این طبقات و محل ویژهٔ قرارگیری چشمه در دامنهٔ کوهستان و چشم‌اندازهای اطراف به ویژه در غروب تحسین‌برانگیز است.
گریگوری ملگُنُف در سال ۱۸۵۸ و ۱۸۶۰ در پی انجام مأموریتی از سوی حکومت قفقاز (برای اجراء وصیت‌نامهٔ پتر کبیر) به نواحی جنوبی دریای مازندران سفر کرد. او در سفرنامه‌اش آنجا که مناطق مرزی هزارجریب را برمی‌شمارد، نام باداب سورت را به صورت «چشمهٔ آروس» آورده است که در واقع اشاره به چشمهٔ روستای ارست (آروس) می‌باشد.

## گردشگری
جاذبه‌های گردشگری ساری از دیدگاه آثار تاریخی و طبیعی بسیار غنی می‌باشد ولی جاذبه‌های طبیعی ساری بیشتر مورد توجه قرار گرفته‌اند. این شهر یکی از مهم‌ترین مراکز گردشگری ایران به حساب می‌آید و و دارای مجموعه‌ای از جاذبه‌های گردشگری است. برج ساعت، نماد ساری است و بیش از ۹۰ سال قدمت دارد. طبق گزارش مرکز آمار در تابستان ۹۶، ساری به‌عنوان اولین شهر برتر گردشگر پذیر ایران با بیش از دو میلیون سفر تابستانی شناخته‌شد. همچنین در نوروز ۹۵ ساری، به‌همراه رامسر شهرهای برتر گردشگری ایران شدند.

### توسعه
پیشنهاد میزبانی مازندران به عنوان پایتخت گردشگری کشورهای عضو سازمان همکاری اقتصادی موسوم به اکو با عنوان رویداد ساری ۲۰۲۲ در سال ۱۳۹۶ از سوی میراث فرهنگی و استانداری مازندران به سازمان میراث فرهنگی، صنایع دستی و گردشگری داده شد و روز ۱۲ مهر ماه سال ۱۳۹۸ هم به تصویب هیئت وزیران کشورهای عضو اکو در تاجیکستان رسید. طبق برنامه‌ریزی‌های وزارتخانه میراث فرهنگی، صنایع دستی و گردشگری قرار است ساری به مقصد گردشگری بین‌المللی تبدیل شود که در این برنامه ۲۹ کشور هدف را مشخص شده که ۹ کشور هدف آن همان کشورهای اکو یعنی ازبکستان، افغانستان، پاکستان، تاجیکستان، ترکمنستان، ترکیه، جمهوری آذربایجان، قزاقستان و قرقیزستان هستند.

## مشکلات شهری

### ترافیک
ترافیک شهر ساری و عدم پیاده‌سازی طرح‌های تأثیرگذار روان‌سازی ترافیک شهری و حفظ شهر ساری در چارچوب سنتی و خیابان‌های باریک و آسفالت جاده‌ها این شهر و پروژه‌های نیمه کاره در سطح شهر  ازجمله مهم‌ترین مشکلات این شهر می‌باشد.

### آلودگی هوا
در سال‌های اخیر رشد جمعیت و نبود امکانات حمل و نقل عمومی مناسب ، کاهش باران و احداث صنایع مختلف  ازجمله پتروشیمی،نیروگاه زباله سوز،کارخانه چوب و کاغذ،دکل نفتی،کارخانجات مختلف  ازجمله فولاد طبرستان و فولاد البرز و نزدیکی شهرک‌های صنعتی خزرآباد و نکا همگی باعث شده تا میانگین کیفیت هوای این شهر به عدد ۶۰(قابل قبول، زرد) برسد و دربرخی روزها شاهد هوای آلوده نیز باشد

### کیفیت کم امکانات حمل و نقل عمومی
با وجود متراکم بودن و ترافیک شدید شهر ساری، نهاد‌های دولتی تا کنون بهای زیادی به حمل نقل عمومی در این شهر نداده اند و حمل و نقل عمومی در این شهر همچنان بر پایه تاکسی رانی و خطوط انگشت شماری اتوبوس رانی است و با وجود ابلاغ طرح‌های ساخت مترو،مونوریل و اتوبوس تندرو(BRT) هنوز طرحی برای شکستن ترافیک ساری اجرایی نشده

### روزمرگی
شهر ساری با وجود جمعیت زیاد اما پیشرفت زیادی ندارد و شهر پر از سازه‌های نیمه کاره و فراموش شده است
از طرح‌های اجرا نشده شهر ساری می‌توان به دو فاز میدان بار ساری(تاریخ شروع پروژه: ۱۳۸۵،بازگشایی: ۱۴۰۲ که تنها یک فاز آن  به‌طور ناقص افتتاح شد)، اتوبان شهدای خدمت (شروع:۱۳۹۱،بازگشایی:۱۴۰۳)، پل سه راه جویبار(شروع:۱۳۹۳) و آزادراه ساری-قائمشهر (شروع:۱۳۸۰) نام برد

### افسردگی جامعه
نبود پیشرفت قابل توجه در توسعه شهری، پروژه‌های نیمه تمام، وضعیت اقتصادی و اب و هوای ابری و اسمان خاکستری در بیشتر سال همگی جوی غمگین و افسرده برای مردم این شهر ایجاد کرده اند که آمار افسردگی و خودکشی را در این شهر بالا برده.

## مناطق تفریحی ساری

#### پناهگاه حیات وحش سمسکنده ساری (اسبوکلا)
این منطقه با ۱۰۰۰ هکتار مساحت در ۱۰ کیلومتری جنوب خاوری ساری واقع شده و در ۳ کیلومتری جاده ساری به نکا بوده و سپس با جاده روستای اسبوکلا ساری به درون محوطه راه می‌یابد. پوشش گیاهی آن گونه‌های جنگلی و جلگه‌ای بوده و بخشی از آن مانند دشت‌ناز به عنوان زیستگاه گوزن زرد ایرانی مورد بهره‌برداری قرار گرفته است.

#### پناهگاه حیات وحشدشت ناز
این منطقه حدود ۵۵ هکتار وسعت دارد و مرکز اصلی تکثیر در اسارت زیرگونهٔ در آستانهٔ انقراض گوزن زرد ایرانی است. پناهگاه دشت ناز در فضایی از جنگل‌های جلگه‌ای قرار گرفته است در سال ۱۳۴۶ تحت حفاظت قرار گرفت و در سال ۱۳۵۴ به عنوان پناهگاه حیات وحش نامیده شد. در این پناه‌گاه ضمن حفاظت و نگهداری گوزن زرد ایرانی که تعلیف آن‌ها دستی انجام می‌پذیرد، همه ساله تعدادی از گوزن‌های تولید شده را به زیست‌گاه‌های اصلی، یعنی حواشی رودخانهٔ دز و کارون منتقل می‌کنند. تعدادی از گوزن‌های این پناه‌گاه به جزیره اشک در دریاچه ارومیه نیز انتقال داده شده‌اند.
دشت ناز برای علاقه‌مندان به‌طبیعت و حیات وحش منطقه‌ای جذاب و دیدنی است و گردشگران، با مجوز از سازمان محیط زیست می‌توانند از این منطقه دیدن نمایند و از تماشای گوزن زرد، قرقاول و کبوتر لذت ببرند و همچنین پیرامون این پناهگاه حصارکشی شده است و گوزن‌ها را از پشت دیوارهای سیمی می‌توان مشاهده کرد.

#### پارک جنگلی شهید زارع ساری
پارک جنگلی شهید زارع ساری در ۳ کیلومتری شرق شهر ساری و در جانب جاده ساری به بهشهر قرار دارد و به علت مجاورت با تپه‌های جنگلی کم ارتفاع در دامنه البرز، بسیار زیبا و چشمگیر است. برای استفاده گردشگران نیز دارای امکاناتی برای ماندن کوتاه مدت می‌باشد.

### چشمه‌ها و دریاچه‌های ساری

#### باداب سورت ساری
چشمه باداب سورت ساری چشمهٔ پلکانی تراورتنی بی‌نظیر در ایران و کم‌نظیر در جهان است که واقع در روستای ارست بخش چهاردانگه‌ی شهر ساری می‌باشد. این چشمه توسط سازمان میراث فرهنگی در سال ۱۳۸۷ پس از کوه دماوند به عنوان دومین میراث طبیعی ایران درفهرست آثار ملی ایران ثبت شد. ثبت جهانی این باداب نیز پس از پاموک‌کاله ترکیه، به عنوان دومین چشمهٔ آب شور جهان بوده است.

#### تالاب نیلوفر آبی حمیدآباد
تالاب حمیدآباد ساری از جاذبه‌های زیبای گردشگری در استان مازندران است که در جاده دریای ساری به سمت فرح آباد در روستای سرسبز و زیبای حمید آباد قرار دارد. این تالاب پوشیده از گلهای نیلوفر آبی هستند که در زمان باز شده جلوه خاصی به این تالاب و این منطقه می‌دهد. گونه‌های مختلف پرندگان اعم از پرندگان مهاجر و غیرمهاجر در این تالاب زندگی می‌کنند که زیبایی این منطقه را صد چندان می‌کند. ادامه این مسیر به مجموعه تاریخی فرح آباد و ساحل دریای خزر می‌رسد. 

#### دریاچه پله
آبندان پله با مساحت 40 هکتار که در هنگام بارندگی به بیش از 40 هکتار می‌رسد در روستای ازنی بخش چهاردانگه شهرستان ساری واقع می‌باشد. این اثر طبیعی با قدمت کواترنری به شماره ۲۶۳، ۲۳ آبان ماه ۹۴ در فهرست آثار ملی ثبت شد.
آب این دریاچه فقط از طریق نزولات آسمانی تأمین می‌شود و هیچ رودخانه‌ای به سمت آن جریان ندارد. در واقع نحوهٔ قرارگیری و نوع خاک آن باعث شده است در اثر بارش اندکی، همهٔ آب‌های حاصل از بارش (باران یا برف) به سمت آن جریان پیدا کند. نیز نفوذ ناپذیری خاک دریاچه، میزان ماندگاری آب را در این دریاچه افزایش می‌دهد.
فاصلهٔ تقریبی این دریاچه از شهر ساری ۷۰ کیلومتر و در مسیر جادهٔ ساری-سمنان می‌باشد که در بلندای ۱۳۰۰ متری از تراز دریا قرار دارد. پیرامون دریاچه را جنگل‌های پهن‌برگ فرا گرفته که در بهار رویشگاه گل بنفشه و الزی (پیازچهٔ وحشی) و گونه‌های سبزی‌های خوش رایحه و داروئی می‌باشد. در تابستان رودخانه‌ای که در آن‌سوی دریاچه روانست آبی گوارا برای نوشیدن تأمین می‌کند. در پائیز درختچه‌های ازگیل و ولیک و تلکا محصول می‌دهند. در فصل زمستان محل سکونت اردک‌های وحشی می‌باشد و سال‌های اخیر با رهاسازی ماهی در این دریاچه کاربردهای آن افزایش پیدا کرده است.
درخت‌های مهمی به نام راش، ممرز، بلوط، ملچ و نمدار پیرامون این دریاچه را فرا گرفته‌اند که از نظر زیبایی اهمیت به‌سزایی دارند.
آب این آب‌بندان منبع اصلی تأمین آب شالیزاری روستاهای ازنی، مازارستاق، لسفرم، کنتا، دیدو، زلم است.

#### دریاچه چورت ساری
دریاچه چورت ساری (خواهرخواندهٔ دریای خزر) در فاصلهٔ ۱۰ کیلومتری روستای چورت حد فاصل ساری تا کیاسر در استان مازندران ایران قرار دارد. وسعت این دریاچه حدود ۲٫۵ هکتار است. این دریاچه در سال ۱۳۱۸ خورشیدی بر اثر زمین‌لرزه و رانش زمین و در پی آن بسته شدن مسیر آب چشمه‌ای که در کنار دریاچه قرار دارد، به وجود آمده است. هنگام کاهش آب، پدیدار شدن باقی‌مانده درخت‌هایی که در محل پیدایش دریاچه بوده‌اند منظرهٔ ویژه‌ای را ایجاد می‌کند. این دریاچه در شکاف دره‌ای با شیب زیاد قرار گرفته و دور تا دور دریاچه را پوشش‌های جنگلی بکر و درختان قدیمی دربر گرفته است.
این دریاچه  به‌دلیل نزدیکی به روستای چورت، دریاچه چورت هم نامیده می‌شود.

#### چشمه شیرین‌رود
شیرین رود به عنوان یکی از سرچشمه‌های رودخانه تجن می‌باشد که در روستای خرم‌آباد منطقه دودانگه از توابع شهرستان ساری در استان مازندران می‌باشد. فاصله آن تا ساری حدود ۷۵ کیلومتر است. آب این رودخانه از رشته کوه‌های البرز مرکزی و خط الراس خرونرو که به عنوان آلپ ایران نیز شناخته می‌شود، سرچشمه می‌گیرد.

### آبشار اوبن ساری
آبشار اوبن ساری یکی از زیباترین و بکرترین آبشارهای ایران، که در عمق جنگل‌های دودانگهٔ ساری واقع شده است. منطقهٔ دودانگه در حدود ۶۵ جنوب کیلومتری ساری قرار دارد و منطقه‌ای است کوهستانی و جنگلی که در جنوب شرقی ساری واقع شده است و یک منطقهٔ حفاظت شده محسوب می‌شود. این منطقه جاذبه‌های بی‌نظیری را در دل خود جای داده که آبشار اوبن ساری یکی از آن هاست. اوبن در زبان محلی به معنی زیر آب است، این آبشار تمام خزه‌ای زیبا را بولا هم نامیده‌اند.

### پاراگلایدر
سایت پالاگلایدر در شهر ساری در روستای سرکت کنار روستای گرمستان واقع شده است.

## آموزش
نخستین مدرسهٔ مدرن شهر ساری در سال ۱۳۲۳ق / ۱۲۸۴خورشیدی توسط جمعی از سیاسیون ساروی تأسیس شد. این مدرسه در سال بعد با پشتیبانی لطفعلی خان میرپنجهٔ سالار مکرم (سردار جلیل) سالاریه خوانده‌شد. مدرسهٔ سالاریه با ۷۰نفر دانش آموز آغاز به کار کرد. این مدرسه دارای سه کلاس ابتدایی، سطحی یا فارسی و علمی بود.
ولی مدتی بعد با فشارهای مخالفان مشروطه و برخی از مردم شهر، لطفعلی خان سردار جلیل از حمایت مالی مدرسه دست برداشت. در نتیجه مدرسهٔ ساری تعطیل شد؛ و دویست شاگردان آن بی‌مدرسه شدند. مدتی پس از تعطیلی مدرسهٔ سالاریه، دانش آموزان مدرسه و طرفداران‌شان به انجمن حقیقت ساری متوسل شدند. سید حسین مقدس مدرسه را با نام جدید حقیقت در سال ۱۳۲۳خورشیدی در منزل علی بهروزی افتتاح کرد. پس از چندی آن هم بنابه دلایلی تعطیل گشت و بدین ترتیب چندین مدرسه در شهر به وجود آمد و پس از اندکی تعطیل شد.
در سال سال ۱۳۰۵خورشیدی کلاس‌های اول، دوم و سوم متوسطه در مدرسه احمدیه دایر شد و مدرسه به نام دبیرستان پهلوی تغییر نام یافت.
در تاریخ ۴ بهمن ۱۳۰۰خورشیدی نخستین مدرسه دخترانهٔ ساری با نام تربیت بنات، افتتاح شد. مؤسس مدرسه شخصی به به نام فاطمه وکیلی دیپلم مدرسه آمریکایی تهران بوده است.

### آموزش عالی و دانشگاه‌های ساری
ساری تنها مرکز استان در ایران است که فاقد دانشگاه جامع می‌باشد. در ۱۶ آذر ۱۳۸۵ هیئت دولت مصوب کرد که مجتمع کشاورزی ساری به دانشگاه جامع ارتقا پیدا کند. اما متأسفانه عده‌ای ذینفع آن را به دانشگاه علوم کشاورزی و منابع طبیعی تنزل دادند. در صورتکه شهر ساری به عنوان مرکز استان و با جمعیت ۵۰۴ هزار نفر و دارای راه ارتباطی، هوایی، زمینی، ریلی و پیشینه تاریخی و علمی، موقعیت ممتازی برخوردار است. نبود دانشگاه جامع ساری علاوه بر محرومیت مرکز استان ظلم به جوانان این شهر است که شرایط تحصیل برای آنها در دانشگاه دولتی فراهم نشده است و هرروز مجبور هستند به شهرهای اطراف رفت و آمد کنند.
فهرست برخی از مراکز آموزش عالی شهر ساری:
- دانشگاه علوم پزشکی مازندران
- دانشگاه علوم کشاورزی و منابع طبیعی ساری
- دانشگاه آزاد اسلامی ساری
- دانشگاه علوم و تحقیقات مازندران
- دانشکده فنی امام محمد باقر
- دانشگاه پیام‌نور استان مازندران
- دانشگاه پیام‌نور ساری
- مؤسسه آموزش عالی روزبهان
- مؤسسه آموزش عالی هدف
- مؤسسه آموزش عالی ادیب مازندران
- مؤسسه آموزش عالی ساریان
- مؤسسه آموزش عالی راهیان نوین دانش
- دانشکده فنی شماره ۲ ساری
- مؤسسه آموزش عالی سارویه
- مؤسسه آموزش عالی سنا
- مؤسسه آموزش عالی علمی کاربردی هنر
- مؤسسه آموزش عالی سازه‌های سنگین مازندران
- دانشکده فنی و حرفه‌ای سما
- دانشکده قدسیه

### کتابخانه‌های عمومی ساری[۷۲]
| کتابخانه              | آدرس                                                  |
| --------------------- | ----------------------------------------------------- |
| ابن شهرآشوب ساروی     | ساری- خیابان جمهوری- کوچه میر مشهد                    |
| آزادگان               | ساری- خیابان فرهنگ- خیابان سعدی- جنب کتابخانه آزادگان |
| اهل بیت ساری          | ساری- میدان شهداء- جنب مصلی ساری                      |
| شهید سید مجتبی علمدار | ساری- بلوار کشاورز- پارک کشاورز                       |
| حاج عیسی رضایی        | ساری- عرب محله                                        |

## اقتصاد

### خرید

#### بازار نرگسیه و رجایی
بازار نرگسیه در مجاورت کاخ قدیمی آقا محمد خان قاجار قرار دارد، و از طرف کوچه مسجد جامع خیابان انقلاب، کوچه نواب نادر و کوچه پشت استانداری ورودی دارد. این بازار مجموعه ملزومات بافندگی نظیر نخ کاموا و پوشاک و بزاز و طلا و کفش و قسمتی از تره بار در آن وجود دارد.
بازار نرگسیه قدیمی‌ترین و پر رفت آمدترین بازار در استان مازندران می‌باشد که قسمتی از آن را مسجد جامع ساری در بر می‌گیرد. همچنین قدیمی‌ترین و بزرگ‌ترین کاموا فروشی شمال کشور شهر کاموا اقدم در این بازار (بازارچه ۱۱۰) قرار دارد.

#### بازار امام رضا
ازجمله بازارهای منطقه‌ای شهرداری می‌توان با بازار رضا و بازار هفتگی ۲۲ بهمن اشاره کرد که بازار امام رضا از بازارهای بزرگ واقع در بلوار امام رضا قبل از پل فراورده‌های نفتی احداث شده است. به این بازار، بازار ترکمن مرکزی نیز می‌گوند که بیشتر توسط بازرگانان ترکمن از مرز اینچه برون به اینجا آورده و عرضه می‌شود.

#### ماهی فروشان
در انتهای خیابان نادر و در مجاورت با بازار نرگسیه قرار داشت.
امّا بعدها کل این بازار به ابتدای پل تجن انتقال یافت. به تازگی این بازار در اتوبان ساری قائمشهر احداث شد که دارای امکانات  ازجمله استخر ماهی و رستوران ماهی می‌باشد. این بازار بزرگ‌ترین بازار ماهی فروشان در شمال کشور است.

#### بازار ملّامجدالدّین
درابتدا بازار ترکمنان در خیابان ملامجدالدین ساری قرار داشت و در سال ۱۳۸۹ به قبل از پل فراورده‌های نفتی انتقال یافته است. این بازارچه از جاهای گردشگری ساری است و از تمام استان و استان‌های همجوار برای بازدید از این بازار به آنجا می‌آیند و دارای پوشاک و منسوجات و… می‌باشد.

#### مرکز خرید دنیای آرزو
این مجتمع تجاری یکی از بزرگ‌ترین مرکز خریدهای شمال کشور است و دارای ۶ طبقه می‌باشد و دارای سالن بزرگ نمایش برای اجرای کنسرت می‌باشد.
دنیای آرزو ساری در کیلومتر یک جاده دریا قرار دارد (محدوده شهری).

#### بازار ۲۲ بهمن
بازار هفتگی ۲۲بهمن، یک بازار کوچک منطقه‌ای است که در روزهای چهارشنبه هر هفته، در منطقه ۲۲ بهمن دائر می‌شود.

#### بازار روز راه‌آهن و کشاورز
این بازار جزء مجموعه بازار منطقه‌ای شهر بوده و در بلوار کشاورز در جنوب شهر قرار دارد که یکی از قدیمی‌ترین و پررونق‌ترین بازارهای ساری است.

#### مرکز خرید پردیس
جاده دریا، بعد دانشگاه آزاد ساری.

#### پاساژ الهیه
این مرکز خرید در اصلی‌ترین منطقه تجاری ساری در خیابان قارن قرار دارد. «الهیه» دارای ۶ طبقه بوده که ۳ طبقه آن تجاری و سه طبقه دیگر آن به پارکینگ اختصاص دارد
. این مرکز تجاری پرترددترین مرکز تجاری ساری می‌باشد.

#### پاساژ میلاد
این پاساژ در خیابان ۱۸ دی قرار دارد. پاساژ میلاد دارای ۳ طبقه می‌باشد و یکی از قدیمی‌ترین پاساژهای ساری است.

#### پاساژ مفیدی
این مرکز خرید واقع در خیابان انقلاب (مرکزی‌ترین خیابان ساری) واقع می‌باشد. مجتمع تجاری مفیدی دارای ۵ طبقه می‌باشد.

### صنایع ساری
از اواخر دهه۲۰ تا ۵۰ شمسی کارخانجات صنعتی شرکت ام ام با تولید روغن نباتی و چند محصول جانبی دیگر یکی از تولیدکنندگان بزرگ روغن نباتی در ایران به‌شمار می‌رفت.

### صنایع چوب و کاغذ مازندران
شرکت صنایع چوب و کاغذ مازندران بزرگ‌ترین تولیدکننده کاغذ در خاورمیانه با ظرفیت مجموعاً ۱۷۵۰۰۰ تن شامل ۹۰۰۰۰ تن کاغذ روزنامه و چاپ و تحریر و ۸۵۰۰۰ تن کاغذ فلوتینگ.

## زیر ساخت‌های ساری

### راه‌آهن
ساری از نخستین شهرهای ایران بوده است که ساخت راه‌آهن سراسری ایران در آنجا آغاز گشت. در هنگام جنگ جهانی دوم به تصرف نیروهای شوروی درآمد. این خطوط ریلی از شعبه‌های اصلی راه‌آهن سراسری ایران است که در سال ۱۳۰۸ خورشیدی در دوران رضاشاه، نخستین فاز آن بین شهرهای قائم‌شهر - بندر ترکمن افتتاح گردید و همیشه یکی از مهم‌ترین راه‌های ایران به‌شمار می‌رفته است.
ساخت این راه‌آهن باعث شد تا امروزه شهر ساری به دو قسمت شمالی و جنوبی تقسیم شود. هم‌اکنون به قسمت جنوبی شهر راهبند گفته می‌شود.
ایستگاه راه‌آهن ساری بنایی مربوط به دوره پهلوی اول است که در بلوار عسکری محمدیان و نزدیک به میدان راه‌آهن در ساری جای گرفته است. این اثر در تاریخ ۱۴ تیر ۱۳۹۶ با شمارهٔ ثبت ۳۱۷۶۷ به‌عنوان یکی از آثار ملی ایران به ثبت رسیده است.
ساختمان ایستگاه راه‌آهن ساری در دوره پهلوی اول و در اراضی جنوبی ساری ساخته شده است. پس از اتمام ساخت پل‌گردن در ساری نخستین قطار در مهرماه سال ۱۳۰۸ به دستور رضاشاه پهلوی از ساری عازم بندر ترکمن شد. ایستگاه راه‌آهن ساری در بلوار عسکری محمدیان که پس از بلوار ارتش قرار دارد واقع شده است و مرکز اداره کل راه‌آهن شمال نیز در مجاورت این ایستگاه قرار دارد.
یکپارچگی معماری ساختمان ایستگاه‌های راه‌آهن ایران در دوره پهلوی اول اقتباس شده از زبان مشترک معماری این دوره و طبق ویژگی‌های ناشی از سبک رایج همانند استفاده از الگوهای معماری نئو کلاسیک اروپا (معماری آلمان) و معماری دوره باستان ایران و تلفیق آن با ویژگی‌های معماری بومی هر منطقه، در سراسر ایران قابل مشاهده است.

### مونوریل
به گزارش روابط عمومی استانداری مازندران، در ۶ دی ۱۴۰۰ سیدمحمود حسینی پور در نشستی با متخصصین حوزه منوریل با اظهار این که منوریل تأثیر زیادی در تسهیل ترافیک استان دارد، افزود: برای وارد شدن این پروژه به فاز اجرایی نیاز است که یک شرکت بین‌المللی مجری در این حوزه باحضور در مازندران، جنبه‌های مختلف این طرح را بررسی و پایش کند.
وی با بیان اینکه بخش عمده ادارات و نهادهای دولتی در شهرهای مرکزی استان قرار دارد، گفت: فاز اول این طرح در شهرهای ساری، بابل، قائمشهر و آمل و فاز دوم در شهرهای غربی استان اجرایی می‌شود.
نماینده عالی دولت در مازندران با اشاره به ظرفیت‌های مهم گردشگری و اقتصادی در استان، تأکید کرد: احداث منو ریل منجر به تسهیل فعالیت‌های اقتصادی و سرمایه‌گذاری در استان می‌شود و این مهم؛ رونق و توسعه مازندران را به دنبال دارد.

### آزادراه
دو طرح آزادراهی که هر دو آنها، زیرمجموعه ابرپروژه آزادراه گرگان-ساری-رشت هستند، شامل آزادراه بهشهر-ساری و آزادراه ساری-قائمشهر است که آزادراه ساری-قائمشهر به طول ۴۶ کیلومتر در دست احداث می‌باشد.
‌‌مترو
در سال ۱۳۹۸ طرحی مبنا بر ساخت مترو در ساری و در ادامه اتصال ان به متروی تهران از سوی دولت مطرح شد که تاکنون این طرح بلاتکلیف مانده

### اتوبوس
یازده ایستگاه اتوبوس شهری ساری در نظر گرفته شده است که نقاط مختلف شهر را به یکدیگر متصل می‌نماید

### تاکسی
سازمان مدیریت و نظارت بر تاکسیرانی ساری از اردیبهشت ۱۳۷۶ به عنوان واحد در شهرداری ساری به امور مربوط به تاکسیرانان و تاکسیداران رسیدگی می‌نمود که با توجه به رشد جمعیت شهری و وسعت شهر و نیاز به کنترل و نظارت دقیق تر بر امور مربوط به حمل و نقل و جابجایی مسافران و همشهریان در سال ۱۳۸۱ با تصویب اساسنامه و معرفی مدیرعامل به عنوان سازمانی مستقل زیر نظر شهرداری شروع به فعالیت نمود.

### هواپیمایی
ساری دارای یک فرودگاه بین‌المللی به نام دشت ناز است؛ این فرودگاه در سال ۱۳۲۶ ساخته شده است
از فرودگاه دشت ناز به شهرهای تهران و مشهد پروازهای روزانه برقرار است.
این فرودگاه در ۱۵ کیلومتری شهر ساری واقع شده و پروازهای داخلی ان به شهرهای مشهد، شیراز، کرمانشاه، اهواز، عسلویه، تهران، بندرعباس و کیش برقرار است. فرودگاه بین‌المللی دشت ناز از نظر تعداد مسافر و تعداد پروازهای داخلی در کشور دارای رتبه ۱۶ و از نظر تعداد پروازهای بین‌المللی دارای رتبه ۱۱ است. در سال ۲۰۱۶ میلادی ۳٬۱۵۴ نشست و برخاست هواپیما در این فرودگاه انجام شد و ۳۴۴٬۸۱۵ نفر مسافر و ۳٬۲۵۰٬۰۶۰ کیلوگرم بار از طریق آن جابجا شدند. ترمینال پروازهای خارجی فرودگاه بین‌المللی دشت ناز ساری در دو طبقه به مساحت ۳۰۵۱ مترمربع بنا گردیده است. این ترمینال با اعتباری معادل هفده میلیارد ریال به بهره‌برداری رسید.
همچنین هواپیمایی وارش نیز از خرداد ۹۸ خط پرواز ساری-مشهد-دوشنبه راه اندازی کرد که از ساری با یک توقف می‌توان به پایتخت تاجیکستان رفت.

### معابر مهم
- بزرگراه شهید بهرامی
- بزرگراه سلیم بهرامی (رینگ جنوبی شهر ساری)
- خیابان فرهنگ
- خیابان قارن
- بلوار امام رضا
- بلوار امام روح‌الله
- بزرگراه شهید سلیمانی (ولی‌عصر)
- بلوار امیر مازندرانی
- بلوار معلم
- بلوار پاسداران
- بلوار کشاورز
- بلوار آزادی
- بلوار دانشجو
- بلوار دفاع مقدس
- بلوار آیت الله طالقانی
- بلوار شهیدان فتح‌اللهی (خزر)
- بلوار عسکری محمدیان
- بلوار ارتش
- خیابان ملامجدالدین
- خیابان فلسطین
- خیابان خیام
- خیابان شهید چمران
- خیابان شهید بهشتی
- خیابان رازی
- خیابان فهمیده
- خیابان پیام نور
- خیابان فردوسی
- خیابان فرح آباد
- خیابان صادقیه
- خیابان لسانی
- خیابان ولی‌عصر
- بلوار داراب
- خیابان نیک مهر
- خیابان توکل

## بوستان‌ها و فضا‌های سبز ساری
- بوستان ولایت ساری

بوستان ولایت ساری در محل پادگان شهید فرامرزی ساری در مرکز این شهر ساخته و بهره‌برداری شد.
خروج پادگان‌های ارتش جمهوری اسلامی به خارج از شهر یکی از مصوبات مجلس شورای اسلامی در سال ۸۸ بوده است که شهرداری ساری با در اختیار گرفتن ۶ هکتار از ۱۰ هکتار زمین پادگان شهید فرامرزی ساخت بوستان ولایت را مرداد ماه سال ۹۴ آغاز کرد.
این بوستان دارای سالن آمفی تئاتر، کتابخانه دیجیتال، خانه دانشوران، سرای ارشد، خانه هنرمندان و نگارخانه، مسجد، موزه و فضای بازی کودکان است.
در ابتدا و انتهای این بوستان دو آب‌نما ساخته شده که با آبراهی به طول ۳۴۵ متر که مسیر اصلی پیاده راه هم محسوب می‌شود، به هم وصل هستند.
.
- بوستان ملل ساری

بوستان ملل ساری در کنارِ رود تجن در شهر ساری، مرکز استان مازندران است. این بوستان بزرگ‌ترین مجموعه تفریحی- گردشگری شمال کشور - می‌باشد. فضای این مجموعه تفریحی از دریاچه و فضای سبز تشکیل شده است. بوستان ملل ساری در زمینی به مساحت ۳۵ هکتار و به طول ۲ کیلومتر در حاشیه غربی رودخانه تجن واقع شده است. این پروژه در تاریخ ۹۳/۶/۲۰ آغاز و پس از ۱۰۰ روز به بهره‌برداری رسید. این بوستان زیباترین و بزرگ‌ترین مجموعه تفریحی شمال کشور نیز لقب گرفته است. این مجموعه  به‌دلیل وجود پرچم تمام کشورهای جهان، بوستان ملل نام گرفته است.
- بوستان قائم ساری*

این بوستان در امتداد رودخانه تجن و در موازات بوستان ملل واقع شده است. این بوستان در سال ۱۳۷۹ احداث و در سال ۱۳۸۸ نیز به مساحت آن اضافه گردیده است. مساحت بوستان حدود ۷۸۰۰۰ متر مربع و از سمت شمال به جنوب امتداد دارد. این بوستان دارای امکانات ویژه جهت اسکان مسافرات می‌باشد.
- بوستان کولائیان ساری

بوستان کولائیان ساری با متراژ ۴۱۰۰متر مربع در سال ۱۳۸۰ تأسیس شد و درخیابان فرهنگ – خیابان پیوندی قرار دارد.
- بوستان مادر ساری

بوستان مادر در شمال ساری و در محدوده میدان فرح آباد قرار دارد که تاریخ تأسیس این پارک به سال ۱۳۹۵ بازمی‌گردد و مساحت آن ۸۳۴۸ متر مربع می‌باشد.
- بوستان بانوان ساری

بوستان بانوان ساری در زمینی به مساحت ۱۰ هکتار شامل هشت هزار مترمربع ساختمان، ۱۴ هزار مترمربع پارکینگ و سه هکتار فضای سبز در منطقه یک ساری ابتدای بلوار فرح‌آباد واقع شده است.
- بوستان موزه دفاع مقدس ساری

بوستان موزه دفاع مقدس ساری در استان مازندران شهر ساری قرار دارد و در کنار تجن ساری واقع شده است
- بوستان آفتاب ساری

این بوستان در امتداد در بلوار آزادی از میدان امام ساری و در بخش غربی (داخل) شهر ساری واقع شده است. مساحت بوستان آفتاب ساری حدود ۱۵۰۰ متر مربع می‌باشد.
- بوستان آزادگان ساری

بوستان آزادگان ساری بامتراژ ۴۷۵۵ متر درسال۱۳۷۷ تأسیس شد و در خیابان فرهنگ -خیابان سعدی قرار دارد. کتابخانه عمومی آزادگان ساری نیز در این بوستان قرار دارد.
- بوستان شهرداری (سبز میدان) ساری

این بوستان در میدان شهرداری (شاه) قرار دارد و بین ساختمان استانداری و دادگستری قرار گرفته است. در گذشته به بوستان سبزه میدان معروف بوده که  به‌دلیل همجواری با ساختمان شهرداری زمان به این نام معروف گشت.
- بوستان اتحاد ساری

بوستان اتحاد به مساحت ۱۳۵۰۰ مترمربع در خیابان دخانیات، پشت دخانیات قدیم با امکاناتی همچون وسایل ورزشی، وسایل بازی کودک، روشنایی مطلوب و… احداث شده است.
- بوستان شمس (غفاری) ساری

بوستان غفاری در ساری و بلوار کشاورز، شهید میرجانی واقع شده است.
- بوستان شهبند (کوشا سنگ) ساری

بوستان کوشا سنگ در منطقه شهبند و خیابان مطهری واقع شده است
- بوستان ملت ساری

به نشانی خیابان شیخ طبرسی، انتهای خیابان ملت به مساحت ۷۰۰ متر و دارای وسایل ورزشی و وسایل بازی کودک احداث شده است.
- بوستان صادقیه ساری

به نشانی بلوار کشاورز، کوچه صادقیه به مساحت ۷۰۰ متر احداث شده است.
- بوستان روشن ساری

بوستان روشن در ساری و خیابان قارن، قارن ۶ مختار واقع شده است.
- بوستان گلها (سعد سلمان) ساری

بوستان گلها (سعد سلمان سابق) در سال ۱۳۸۲ و در زمینی با متراژ ۴۵۶۳ متر تأسیس شد.[۱۰۷]
- بوستان دانشجو ساری

خیابان طبرستان، روبروی دانشکده فنی امام محمّدباقر
- باغ ایرانی صفرآباد ساری

کیلومتر ۵ جاده فرح آباد (باغ گل)  درحال احداث
- بوستان محله‌ای زعفرانیه ساری

درحال احداث کمربندی غربی شهر ساری- کوی زعفرانیه
- بوستان محله‌ای امام رضا (ع)

درحال احداث- بلوار امام رضا (ع) منطقه یک شهری

## هتل‌های ساری
- هتل سالاردره ساری (چهار ستاره)

هتل سالاردره در ۱۲ کیلومتری جنوب ساری و در جاده ساری به سمت سمنان در نزدیکی رودخانه سالاردره قرار دارد. این هتل که در جنگل‌های شمال (هیرکانی) واقع شده، در فضایی به وسعت ۵۶۰۰ متر مربع و همچنین به اضافه ۲ هکتار فضای سبز احداث شده است.
- هتل بادله ساری (چهار ستاره)

هتل بادله ساری در سال ۱۳۶۴ فعالیت خود را آغاز کرد. این هتل دارای ۷۷ باب اتاق می‌باشد، که طبقات اول تا سوم هتل را به خود اختصاص داده‌اند. این هتل در حد فاصل شهرهای نکا و ساری قرار دارد، که موجب دسترسی آسان به فرودگاه ساری می‌شود .
- هتل هفت‌خال ساری (دو ستاره)

قرار گرفتن آن در منطقه‌ای خوش آب‌وهوا و چشم‌انداز دشت گونه روبروی هتل از ویژگی‌های آن به حساب می‌آید. این هتل در ۵ کیلومتری جاده کیاسر به ساری قرار دارد 
- هتل نوید ساری (چهار ستاره)

کیلومتر ۵ جاده ساری به قائم شهر .
- هتل اسرم ساری (سه ستاره)

ابتدای کمربندی شرقی - میدان هلال احمر - ابتدای جنب پل تجن .
- هتل نارنج ساری (سه ستاره)

میدان خزر - کیلومتر ۳ جاده دریا .
- هتل سارویه ساری (دو ستاره)

بلوار طالقانی، روبه روی پمپ بنزین .
- هتل عرب ساری (دو ستاره)

کیلومتر۲جاده نکا جنب پارک جنگلی شهید زارع .

## بیمارستان‌ها و مراکز درمانی ساری
|    | مراکز درمانی دولتی                     | مراکز درمانی خصوصی                 |
| -- | -------------------------------------- | ---------------------------------- |
| ۱  | بیمارستان امام خمینی ساری              | بیمارستان شفا ساری                 |
| ۲  | بیمارستان بوعلی سینا ساری              | بیمارستان امیر مازندرانی           |
| ۳  | بیمارستان ولایت ساری                   | مرکز درمان ناباروری حضرت مریم ساری |
| ۴  | مرکز روان‌پزشکی و سوختگی زارع ساری      | بیمارستان نیمه‌شعبان ساری           |
| ۵  | مرکز قلب مازندران                      | درمانگاه طوبی ساری                 |
| ۶  | بیمارستان حکمت ساری                    | درمانگاه طوبی ۲ ساری               |
| ۷  | بیمارستان فوق تخصصی ماهک ( درحال ساخت) |                                    |
| ۸  | درمانگاه ولیعصر سپاه ساری              |                                    |
| ۹  | درمانگاه انصار ساری                    |                                    |
| ۱۰ | درمانگاه سلطان تویه                    |                                    |

## افراد سرشناس ساروی
افراد سرشناس دیگر عبارت از:
*محمد دنیوی*غلامرضا کبیری*مهدی رجبیان*دانیال اسماعیلی‌فر*محمد مرادی*محمدجواد محمدی*امید عالیشاه*محمد کریمی*
*یاسین رضایی*ابوالفضل رجبی*
*سعید صادقی (بازیکن فوتبال)*سید رسول حسینی*
مهیار حسن‌نژاد (بازیکن فوتبال)
*سامان فلاح*رضا عابدینی (بازیکن والیبال)*فریبرز گرامی*
*هانیه رستمیان*شیث رضایی*محسن کریمی*
*روح‌الله عرب*طاها مرتضوی*میلاد جهانی*میرهانی هاشمی*
*علی سوادکوهی*محمدحسین محمدیان*ایمان اکبری*سبحان پسندیده*امیرمحمد محکم‌کار*سعید کریمی (بازیکن فوتبال، زاده ۱۳۷۶)*

## فرهنگ و هنر

### تالار فرهنگی و هنری مرکزی ساری
مجتمع تالار مرکزی ساری در زمینی به مساحت پنج هزار و ۳۰۰ متر و با زیربنای ۱۲ هزار و ۳۸۰ متر مربع ساخته شده و یکی از مجهزترین مجموعه‌های فرهنگی و هنری کشور محسوب می‌شود. تالار مرکزی ساری دارای سه سالن با مجموع ظرفیت ۹۴۶ نفر شامل سالن نمایش با ظرفیت ۶۰۱ نفر، سالن سینما با ۱۸۷ صندلی و سالن موسیقی با ۱۵۸ صندلی است که با تجهیزات به روز و حرفه‌ای اجرا شده است. همچنین وجود محوطه داخلی سرپوشیده با سقفی از سازه فضاکار و پوشش با پارچه مخصوص از دیگر ویژگیهای این مجتمع فرهنگی است.

### تئاتر
در باب اینکه نخستین نمایش در ساری چه زمانی و به چه کیفیتی انجام شده، اطلاعاتی وجود ندارد. به نقلی در سال ۱۳۱۹ هجری قمری ظهیرالدوله، که وزیر تشریفات سلطنتی و همچنین دارای سمت والی مازندران بود، شخصی به نام حکیم الهی را مأمور کرد که در سبزه میدان تئاتری اجرا نماید.
بعدها در دهه ۱۳۰۰هجری شمسی یدالله مایل تویسرکانی وزیر فرهنگ مازندران، نمایشنامه‌های بسیاری از نمایشنامه‌نویسان روس و اروپایی مانند مولیر را در مدرسه‌ای به نمایش درآورد و گاهی از این نمایش‌ها در راستای القاء تفکرات خود نیز استفاده می‌نمود و بازیگران این تئاترها نیز دانش‌آموزان یا بازاریان مشتاق بودند و خود یدالله مایل نیز برای بها بخشیدن و اعتبار دادن به تئاتر گاهی ایفای نقش می‌نمود. این گروه پس از مدتی به خاطر مسائل سیاسی ازبین رفت.
پس از آن نیز گروه‌هایی تئاتری به رهبری افرادی چون ستوان ایرانلو، خدابنده لو، خیرخواه، محمد باقر خاوری، اتومیان، ملک الکتابی در شهر راه انداخته شدند.
از نمایشنامه‌نویسان بزرگ که در این شهر به فعالیت پرداختند می‌توان به لادبن (قاسم رحیمیان) و عمادالدین رام بودند
بیشتر گروه‌های تئاتری پیش از انقلاب ۵۷ دارای بازیگرانی از دو دستهٔ معلمان و دانش‌آموزان یا سربازان پادگان ساری بود و اغلب این تئاترها در مدارس به روی صحنه می‌رفتند.

### سینما ساری
شهر ساری در گذشته دارای چهار سینمای فعال بود اما  درحال حاضر دو سینمای آن فعال است:
| نام سینما             | وضعیت           | سال تأسیس |
| --------------------- | --------------- | --------- |
| سینما سپهر ساری       | فعال            | ۱۳۴۲      |
| سینما کانون           | فعال            | مهر ۱۳۹۷  |
| سینما فرهنگ (مولن رژ) | درحال بازسازی   | ۱۳۴۰      |
| سینما ایران           | مخروبه-تعطیل    |           |
| سینما فردوسی          | تخریب-زمین بایر |           |
| پردیس سینمایی ایران   | درحال ساخت      |           |

### رسانه
رادیو تبرستان از دهه ۱۳۲۰ فعالیت خود را آغاز نمود. این رادیو بعدها در قالب شبکهٔ استانی صدای مرکز مازندران به فعالیت خود ادامه می‌دهد.
شبکه تبرستان ابتدا با فرستنده‌ای ۱۰۰ واتی افتتاح گردید.
صدا و سیمای مرکز مازندران در هفدهمین جشنوارهٔ مراکز صدا و سیمای ایران، دومین مرکز برتر پس از مرکز خوزستان شناخته شد.

### نشریات
از دوران قاجاریان تاکنون نشریات و روزنامه‌های بسیاری در ساریبه چاپ رسیده است. امروزه از بزرگ‌ترین نشریات ساری می‌توان به هفته‌نامه کایر (قدیمی‌ترین نشریه ساری) و روزنامه‌های بشیر، وارش، حرف مازندران و دیار سبز و نسیم و هفته نامه‌های قارن، نهضت شمال و پژواک شمال و پیک شمال و هم‌ولایتی اشاره کرد. همچنین روزنامه سارویه که فقط مخصوص شهرستان ساری است با نظارت شورای شهر شهرستان ساری از سال ۱۳۸۴ به انتشار می‌رسد. نخستین و تنها نیازمندی‌های نوار شمالی کشور نیز به صورت هفته‌نامه و در قطع استاندارد نیازمندی‌های داخلی (۲۵×۳۵) به صورت چاپ رول دورنگ (MK) و با نام «نیازمندیهای چتر شهر» در این شهر منتشر و توزیع می‌گردد.

### خوراک
از سوغاتی‌های شهر ساری شامل غذاهای سنتی، میوه‌ها و صنایع دستی این شهر می‌توان به موارد زیر اشاره کرد:

### غذاهای سنتی

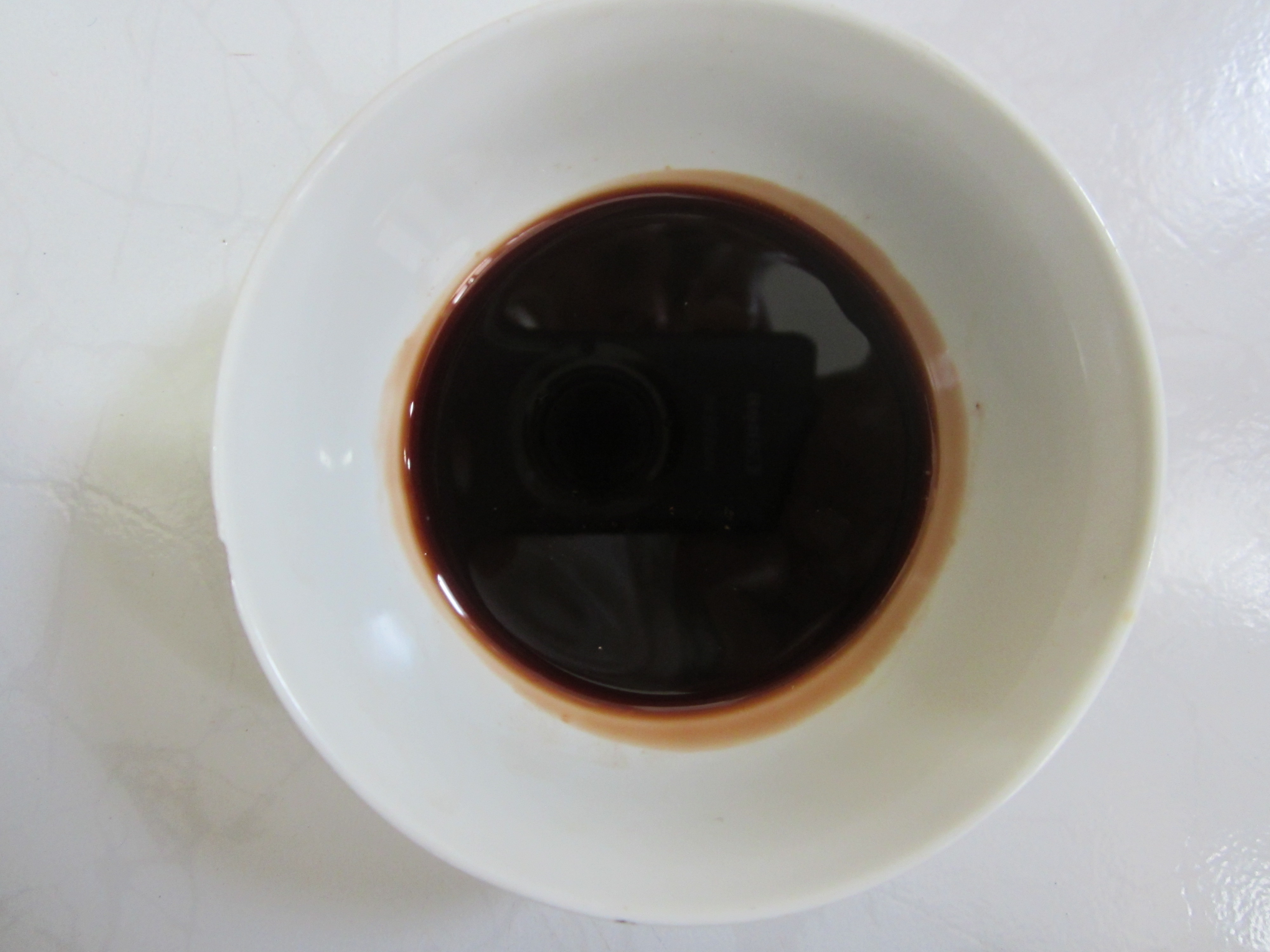
دوشاب خرمالو

غذاهای سنتی ساری شامل سیر انار، ناز خاتون، کدوپلو، کدو پلو، چاشنی ساک، ماهی شکم‌پر و مرغ شکم‌پر می‌شود. همچنین  به‌دلیل استفاده از شکر سرخ، فسنجان و خورش آلو زرشک ساریطعمی متفاوت و ملس دارند.
همچنین مرباها و شربت‌های مختلفی  ازجمله دوشاب (مثل انجیل دشو) و هلی ترشی در منطقه مورد استفاده قرار می‌گیرد.

### میوه‌ها
انواع مرکبات، تمشک، ازگیل، ولیک، گلابی وحشی، زردکیجا (نوعی قارچ چتری)، گزنه، کدو و…

### صنایع دستی
صنایع چوبی، صندوق‌مزار، ارسی، لاک‌تراشی، جوله، کلز، کیله‌لاک، قند چوله، تنباکو چوله، سیرکوب، حصیربافی، گلیم‌بافی، جاجیم‌بافی، جوراب‌بافی، موج‌بافی، پارچه‌بافی، نمدمالی، سفال‌گری و…

## ورزش

### کشتی
ساری یکی از پرافتخارترین شهرهای کشور در کشتی بوده است. به‌گونه‌ای که از لحاظ مربیان بین‌المللی، سالن کشتی، داوران بین‌المللی و باشگاه‌ها، ساری رکوردار مازندران و ایران است.
ملاک و معیار ارزش فنی کشتی‌گیران جهان کسب مدال المپیک است. ساروی‌ها در سال ۱۹۹۸ در المپیک سئول توسط عسگری محمدیان صاحب مدال نقره شده‌اند و تنها شهری در مازندران هستند که در سه المپیک جداگانه سه مدال المپیکی صید نمودند. در المپیک‌های سئول و بارسلون، عسگری محمدیان و در المپیک پکن، سید مراد محمدی صاحب مدال شدند به‌گونه‌ای که در المپیک سئول و پکن تنها ساروی‌ها برای کشتی ایران صاحب مدال شده بودند و هیچ‌یک از کشتی‌گیران ایران در آن المپیک مدال صید نکردند.
ساروی‌ها در سال ۱۹۸۲ در مسابقات قهرمانی کشتی بازی‌های آسیایی دهلی صاحب دو مدال نقره توسط عسگری محمدیان و محمد حسین دباغی شدند.
در مسابقات قهرمانی کشتی آزاد گوانگ‌جو چین و قهرمانی کشتی آزاد توکیو ژاپن تک مدال طلای ایران توسط کشتی‌گیران ساروی (به‌ترتیب عسگری محمدیان و مجید ترکان) صید شد.
ساری تنها شهری در ایران بود که در سال ۱۹۸۲ دو ملی پوش در کشتی بازی‌های آسیایی داشت.
در جایگاه داوری ساروی‌ها اولین رئیسه کمیته داوران کشتی ایران بعد از انقلاب (حبیب اله الطافی) را داشتند. اسداله رضایی، عباس بابازاده، محمد ربیع پور، سید مهدی موسوی، عقیقی، محمدنژاد، عبداله افشار، نعمت اولادزاد، موسی بابایی، محمد علی احمدی از سایر داوران صاحب‌نام ساروی در مسابقات بین‌المللی کشتی هستند.
ساروی‌ها اولین شهری در ایران بودند که بعد از تهران در سال ۲۰۰۶ میزبانی مسابقات جام جهانی کشتی را عهده‌دار شدند. ساری همچنین سابقه میزبانی مسابقات قهرمانی کشتی جام بین‌المللی تختی را در چند دوره دارند.
ساروی‌ها توسط پهلوان شاهرخ صداقت زاده صاحب بازوبند پهلوانی کشور و مهرنوش شاهرخی در جوانان و بزرگسالان قهرمان و پهلوان کشور شدند.
ساروی‌ها تنها شهری هستند که در دو المپیک به عنوان مربی کشتی نماینده داشته‌اند، به‌گونه‌ای که مدرس فدراسیون جهانی کشتی به نام مجید ترکان را دارند. آن‌ها در شورای فنی تیم ملی کشتی ایران عضوی به نام عسگری محمدیان نایب قهرمان جهان و المپیک داشته و محمد حسین دباغی، مجید ترکان، سید مراد محمدی و عسگری محمدیان سوابق مربیگری تیم‌های مختلف کشتی جهان را دارند.
اولین مازندرانی که مسئولیت هیئت کشتی تهران را قبول کرد و با اکثریت آرای تهرانی‌ها رئیس هیئت کشتی پایتخت شد نقی کلانتری از ساری بود. اولین مازندرانی که سرپرست تیم ملی برای حضور در مسابقات بین‌المللی و آسیایی معرفی شد محمد شعبانی، اصغر ثمربخش و نقی کلانتری هر سه از ساری بودند و اولین سرمربی تیم ملی نونهالان کشور مجید ترکان از مرکز مازندران بوده است.
ساروی‌ها در مسابقات قهرمانی کشتی قهرمانی سوپر قهرمانان جهان صاحب دو مدال طلا توسط مجید ترکان و عسگری محمدیان شده بود و این موفقیت در حالی رقم خورد که هیچ شهری در مازندران نتوانست صاحب چنین موفقیتی شود.
کمربند جنگجوترین، مبارزترین و شجاعترین کشتی‌گیر جهان تنها متعلق به دکتر ترکان از ساری بود و هیچ کشتی‌گیری از مازندران به چنین جایگاهی دست نیافته‌بود. در مسابقات قهرمانی کشتی باشگاه‌های کشور ساروی‌ها با برق مازندران، پیام ساری، بهمن ساری، آسانسورسازان، عسگری محمدیان، ستارگان و گاز مازندران بیشترین حضور را در قهرمانی لیگ کشتی کشور داشته‌اند.
در مسابقات قهرمانی کشتی باشگاه‌های جهان در روسیه تنها یک تیم از مازندران سابقه داشت آنهم ستارگان ساری بود.
ساری تنها شهری در مازندران بوده که میزبان رافائل مارتینتی رئیس سابق فدراسیون جهانی کشتی در مسابقات جام جهانی کشتی ساری در سال ۲۰۰۶ شد .
سیدمحمد شجری اولین مربی مازندرانی از ساری برای تیم ملی کشتی کارگران ایران و رحیم تبریزی اولین مربی مازندرانی از ساری به عنوان مربی تیم ملی فرزندان شاهد بود.
علی دومیرکلایی اولین مربی تیم ملی کشتی ساحلی ایران از مازندران برای ساری بود و اولین قهرمانی مسابقات جام حذفی کشتی باشگاه‌های کشور برای تیم بهمن ساری بود.
ساروی‌ها قهرمان اولین دوره مسابقات قهرمانی کشتی ساحلی ایران شد. ساروی‌ها اولین‌هایی در مازندران بودند که در مسابقات قهرمانی ارتش‌های جهان توسط محمد حسین دباغی، محمد علی یعقوب‌زاده و قربان سعادت‌زاده صاحب مدال طلا شده‌اند و جالب اینکه قربان سعادت‌زاده اولین مازندرانی بود که به عضویت تیم ملی کشتی فرنگی ایران درآمد. ساری در قبل از انقلاب چندین بار توسط سبحان خانیانپور در فرنگی بزرگسالان روی سکوی قهرمانی رفت که حتی در مازندران کشتی‌گیر و قهرمان کشتی فرنگی وجود نداشت.
قابل توجه است اولین مازندرانی که در مسابقات قهرمانی جام بین‌المللی کشتی فرنگی صاحب مدال شده بود قربان سعادت‌زاده از ساری بود که در جام یاشاردغو ترکیه و مسابقات بین‌المللی ۲۲ بهمن صاحب مدال طلا شد.
اسماعیل دنگسرکی و حسین کریمی اولین مربیان المپیکی کشتی مازندران در المپیک ۲۰۰۸ و ۲۰۱۶ بوده‌اند.
مهران نصیری کشتیگیر ساروی قهرمان جوانان آسیا۲۰۱۰ و قهرمان تورنمنت‌های معتبر بین‌المللی [یاشاردغو]ترکیه ۲۰۱۸و تفلیس گرجستان۲۰۱۸ و جام معتبر پهلوان تختی و قهرمان کشور و عضو تیم ملی کشتی آزاد در بازی‌های آسیایی ۲۰۱۸
نماینده وزن ۶۵ کیلوگرم تیم ملی کشتی آزاد ایران از ساری می‌باشد.
ابراهیم نصیری قهرمان جوانان جهان در سال ۲۰۱۱ رومانی و قهرمان اولین دوره تورنمنت بین‌المللی حبیبی و موحد ۲۰۱۰ اهل ساری می‌باشد.
ساروی‌ها تنها شهری بودند که در مسابقات جام کشتی پایتخت قبل از انقلاب نماینده داشتند (پهلوان عبدالحمید باقری) که با جهان پهلوان غلامرضا تختی کشتی گرفت درحالی‌که هیچ مازندرانی با تختی در کشتی پهلوانی پایتخت مبارزه نکرده بود.

### سایر ورزش‌ها
هر ساله ورزش‌های فوتسال، تنیس، اسکواش، پینت بال، اتوموبیل‌رانی و شطرنج در سطح کشور و منطقه مقام‌آور می‌باشد. تیم فوتسال راه ساری معروفترین تیم ورزشی این شهر است. در زمینه کشتی نیز تیم ستارگان ساری متعلق به این شهر می‌باشد.
اولین باشگاه پینت بال شمال کشور در تاریخ ۹ مرداد سال ۱۳۸۷ در پارک قائم (پارک تجن) ساری در مساحتی نزدیک به ۴۰۰۰ متر مربع در باشگاه پینت بال پروشات شروع بکار کرد. در سال ۱۳۸۹ تربیت بدنی شهرستان ساری موفق به خرید سهام باشگاه دسته اولی مهرکام پارس تهران شد تا از همین سال در رقابت‌های لیگ دسته یک فوتبال کشور با تیم طبرستان صنعت ساری در این مسابقات شرکت کند. همچنین در فصل ۹۵ لیگ برتر والیبال کشور با حمایت سازمان عمران شهرداری ساری تیمی تحت همین عنوان راهی این سری از مسابقات شد که حاصل آن در رده سنی بزرگسالان مقام نهمی و در جوانان مقام نائب قهرمانی بوده است. ساری یک تیم در لیگ برتر بسکتبال به نام آورتا ساری در لیگ برتر بسکتبال حضور دارد. همچنین از دیگر امکانات ورزشی این شهر می‌توان به دو باشگاه تنیس در مجموعه ورزشی داراب و اتوبان فرح آباد، باشگاه بولینگ توسکا، مجموعه تفریحی، ورزشی و آبی شیرین رود، باشگاه کارتینگ ساویز واقع در مجموعه ورزشی داراب، قایق‌سواری در دریاچه سد پلاستیکی رود تجن، پیست اتومبیلرانی نام برد.

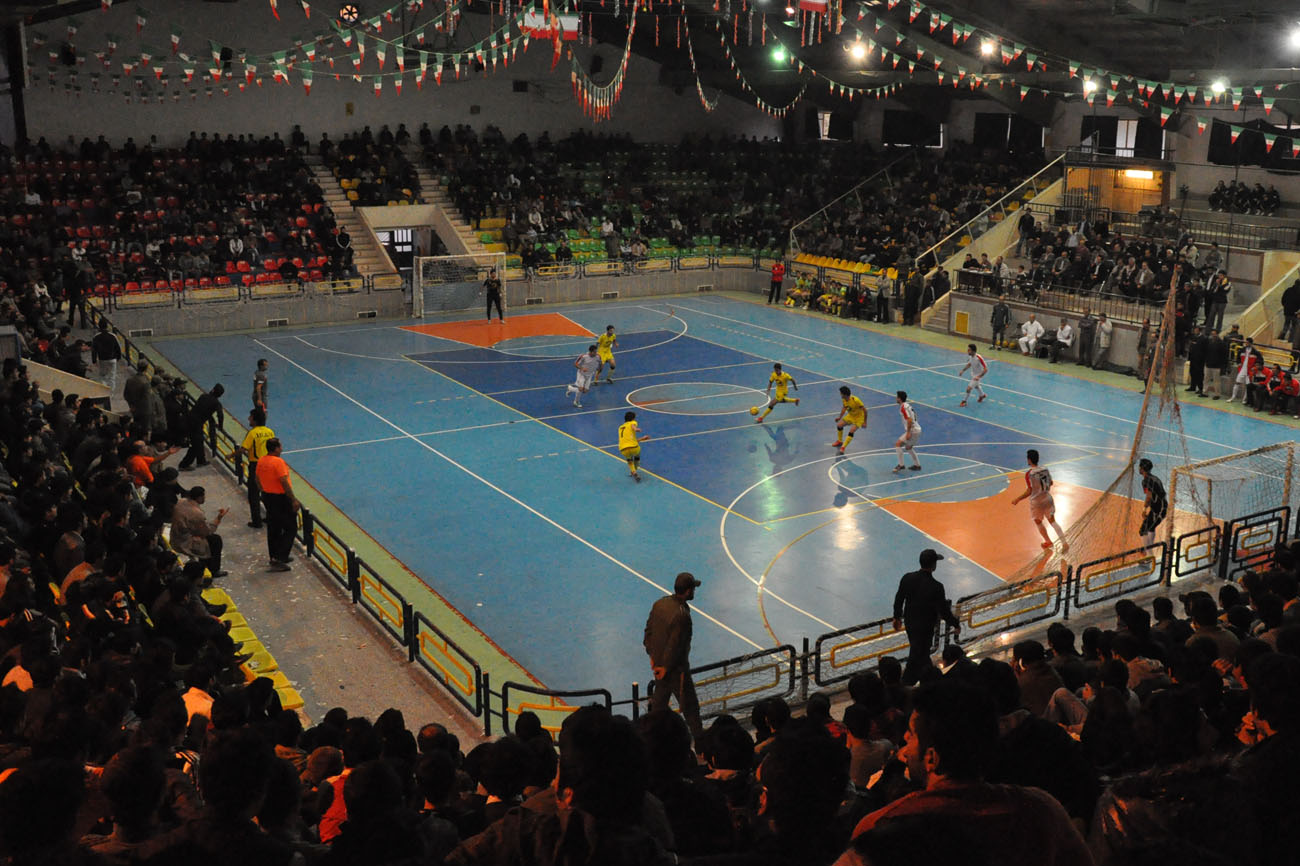
ورزشگاه سید رسول حسینی ساری

### ورزشگاه‌ها و مکان‌های ورزشی مهم ساری
|    | نام                                                  | مکان                                   |
| -- | ---------------------------------------------------- | -------------------------------------- |
| ۱  | استادیوم فوتبال ۱۵هزار نفری ورزشگاه شهدای گمنام ساری | جاده دریا                              |
| ۲  | استادیوم فوتبال شهید متقی ساری (غیرقابل استفاده)     | خیابان ورزش                            |
| ۳  | مجموعه ورزشی شهید منتظری ساری                        | خیابان شهبند                           |
| ۴  | سالن ورزشی سید رسول حسینی ساری                       | خیابان فرهنگ                           |
| ۵  | سالن ورزشی تختی ساری                                 | خیابان فرهنگ                           |
| ۶  | مجموعه ورزشی داراب ساری                              | سه راه جویبار                          |
| ۷  | باشگاه بولینگ توسکا ساری                             | جاده فرح‌آباد                           |
| ۸  | باشگاه سوارکاری آراسپ ساری                           | جاده فرح‌آباد، سه‌راهی پنبه‌چوله گهرباران |
| ۹  | سالن ماهفروجک ساری (فاز دوم افتتاح نشده)             | روستای ماهفروجک                        |
| ۱۰ | پیست دوچرخه سواری چوبی ساری                          |                                        |

## سیاست
ساری پایتخت پیشین ایران، مرکز استان مازندران و شهرستان ساری است. به عنوان یک مرکز سیاسی و اداری، مهم‌ترین نهادهای دولتی و قضایی مازندران همانند استانداری، دفتر نماینده ولی فقیه و دفاتر وزارتخانهها در ساری واقع شده است.
ساری ۲ نماینده در مجلس شورای اسلامی دارد. ادارهٔ شهر نیز توسط شهرداری ساری انجام می‌شود. شهردار ساری توسط شورای شهر ساری انتخاب شده و این شورا بر عملکرد شهرداری نظارت و برای اداره شهر قانون‌گذاری می‌کند. شهر ساری به لحاظ اداری به ۴ منطقهٔ شهرداری و ۲۰ ناحیه تقسیم شده است.

### شورای شهر ساری
نخستین انتخابات شورای اسلامی شهر ساری در سال ۱۳۷۷ برگزار شد. مهم‌ترین وظایف آن نیز شامل انتخاب شهردار، برکناری شهردار، نظارت بر عملکرد شهرداری، تصویب بودجهٔ شهرداری و سازمان‌های وابسته به آن، تصویب آیین‌نامه‌ها و انجام امور نظارتی جهت بهبود کیفیت زندگی شهروندان است.
اکنون شورای اسلامی شهر ساری ۹ عضو اصلی و ۶ عضو جانشین دارد.

### شهرداری ساری
ادارهٔ ساری بر عهدهٔ سازمان غیردولتی شهرداری ساری است که در سال ۱۲۹۸ تأسیس شد. مدیریت این سازمان را شهرداران ساری بر عهده داشته‌اند. اکنون شهرداری ساری با حکم شورای شهر ساری انتخاب می‌شود. شهرداری ساری ۴ منطقه را شامل می‌شود و مدیریت هر منطقه به عهدهٔ شهردار آن منطقه است. تصویب بودجهٔ شهرداری ساری نیز بر عهدهٔ شورای شهر است.

## محلات ساری

نقشه دروازه‌ها و دیوار قدیم شهر ساری

### اواخر دوره قاجار
آب انبارنو، سبزه میدان، نقاره خانه، اوصانلو محله، امامزاده یحیی، بلوچی محله، کردمحله، بلوچی خیل، اصفهانی محله، افغون محله، چاله باغ، شپش کشان، کهنه باغشاه، قلیچ لی محله، میرسرروضه، میرمشهدمحله، بیرامتر (بهرام اُتُر)، در مسجد، پای چنار، مهدی‌آباد، شیشه‌گر محله، نعل بندان، بهارآباد، شاهزاده حسین، امامزاده عباس (آزادگله)
محله حاجی‌آباد (خیابان قارن از وسط این محله عبور داده شده و آن را به دونیم کرده)

### محله‌های کنونی
کوی کارمندان، کوی آزادی، نهضت، سکوی ارتش، مجله جام جم، آب انبارنو، سبزه‌میدان، شکرآباد، نوتکیه، چناربِن، امامزاده یحیی، بازار روز، شهبند، مهدی‌آباد، کوی ندا، گل افشان، معلم (ساری‌نو)، ترک‌محله، کوی آزادی، ۲۲ بهمن، راهبند سنگتراشان، لسانی، میرزمانی (سعدی)، پیوندی، فدک، توکل، کوی پزشکان پردیس، کوی‌سنگ، کوی افشار، کوی اصحاب، مهیار، پل تجن، طالقانی اول و دوم، پشت‌پرورشگاه، کوی گلها، پشت‌زندان، بخش‌هشت (سلمان فارسی-پیروزی)، پشت‌مصلی، بربری‌محله، پیرتکیه، بوعلی (بلوار پاسداران)، میرسرروضه، بهرام‌اُتُر، آزادگله، سروینه‌باغ، دخانیات، اتحاد، نعل‌بندان، باقرآباد (شهید بخشنده و شهید بابایی کنونی در خیابان شیخ طبرسی)، کوی قلیچ، چهارراه برق، ساری‌کنار، طبرستان، ششصد دستگاه ساری، میرسرروضه، کوی برق، کوی نور (پشت انباربرق)، پشت چیندکا، کوی جهاد، چال مسجد، خیام، مازیار و کوی لاله (فوردگازداران)، کوی هفت‌تیر (خوی‌آباد)، محله حاجی‌آباد (خیابان قارن)، پشت‌هتل، بالادزا، زغال‌چال، هولا، کوی پنج تن (اندرخورا)، خیابان دانش، محله امام‌هادی (ع)، مهدشت، آهی‌دشت، کوی شفا، سیدالشهدا، قرق، شهرک فرهنگیان، گل‌وبلبل

### شهرک‌ها و مناطق
از کوی‌ها و شهرک‌های مهم و مناطق دوگانه آن می‌توان به شهرک ۶۰۰ دستگاه، شهرک‌های ۱۱۰۰ دستگاه و شهرک دولتی بزرگ گوهرباران  درحال ساخت، شهرک زیتون و همچنین شهرک شهرداری واقع در جاده عبور بندارخیل و مسکن جوانان واقع در بزرگراه ولی عصر اشاره کرد و همچنین کوی ۲۲ بهمن، کوی پنج‌تن و مجموعه خیابان‌های پیوندی و میرزا رضا زمانی و بخش ۸ و مهدی‌آباد و جام جم و بربری محله و… از مهم‌ترین مناطق مسکونی ساری می‌باشند.

#### میدان ساعت
میدان ساعت نام میدانی در مرکز شهر ساری است.
این میدان دارای برجی با ساعت عقربه‌ای بزرگ و مجهز به صدای زنگ ناقوس است که در هنگام تغییر ساعات به‌شمار رقم ساعت آن لحظه به صدا در می‌آید و در سکوت شب‌های ساری صدای ساعت ۱۲ شب را  به‌دلیل تعداد بالای دفعات آن و نیز سکوت شب تا دورترین خیابان‌های ساری می‌توان شنید.
در سال ۱۳۵۵ ساخت میدان این برج آغاز شد و در نهایت در سال ۱۳۵۷ پایان یافت. محمد علی حیدری سازنده این برج می‌باشد.

### خیابان‌های مهم و اصلی ساری
بزرگراه ولی عصر غربی و شرقی و بزرگراه‌های بادله و رینگ  درحال ساخت ساری و کمربندی سلیم بهرامی و همچنین از خیابان‌های مهم می‌توان به پهلوی (طبرسی)، خاقانی، فرهنگ، خیابان صبا، خیابان پیروزی، میرزمانی، خیابان قارن، خیابان انقلاب (شاه)، خیابان نادر، خیابان مدرس. خیابان سلمان فارسی، خیابان مازیار، خیابان امیرکبیر، خیابان نهضت، خیابان جام جم، خیابان رازی، خیابان فردوسی، میدان ابن شهرآشوب (دروازه بابل قدیم که  درحال ساخت می‌باشد)، خیابان مهدیه، خیابان پیام نور، خیابان شاه عباس (۱۸ دی)، خیابان شهبند، خیابان چنار بن، خیابان ملامجدالدین، خیابان دروازه بابل، بلوار فرح آباد، خیابان معلم، خیابان شهید اندرخورا، خیابان خیام، خیابان ارتش، خیابان صبا، خیابان خیام (مولن رژ) و نام مناطق معروف ۶۰۰ دستگاه. کوی شفا. کوی مهر. قرق. کوی برق. سید الشهدا. طبیعت ۱و۲. ساری کنار. طبرستان. مهدی‌آباد. در شمال شهر و راهبند سنگتراشان، دخانیاتِ راهبند در جنوب شهر و مختاریه، میدان امام، فرح‌آباد و شهدا (دروازه گرگان) در نام برد و مجموعه بلوارها و میدان‌های دیگر و… می‌توان اشاره کرد.

### مناطق الحاقی به شهر ساری
| ردیف | نام محله      | منطقه شهری | جمعیت (۱۳۹۵) | سال الحاق |
| ---- | ------------- | ---------- | ------------ | --------- |
| ۱    | هولا          | منطقه ۱    | ۲۷۸۴         | ۱۳۹۵      |
| ۲    | ذغال‌چال       | منطقه ۱    | ۳۹۶۴         | ۱۳۹۵      |
| ۳    | میانرود       | منطقه ۳    | ۱۰۸۷         | ۱۳۹۵      |
| ۴    | گل‌چینی        | منطقه ۳    | ۱۰۳۸         | ۱۳۹۵      |
| ۵    | بالاسنگریزه   | منطقه ۳    | ۸۲۸          | ۱۳۹۵      |
| ۶    | پایین سنگریزه | منطقه ۳    | ۳۲۳          | ۱۳۹۵      |
| ۷    | پل گردن       | منطقه ۳    | ۲۸۱۹         | ۱۳۹۵      |
| ۸    | آهی دشت       | منطقه ۳    | ۴۰۹۲         | ۱۳۹۵      |
| ۹    | بالادزا       | منطقه ۳    | ۳۶۳۲         | ۱۳۹۵      |
| ۱۰   | پایین‌دزا      | منطقه ۳    | ۱۹۴۵         | ۱۳۹۵      |
| ۱۱   | مهدشت         | منطقه ۳    | ۴۲۲۰         | ۱۳۹۵      |
| ۱۲   | قرق           | منطقه ۲    | ۱۰۷۰۴        | ۱۳۹۵      |
| ۱۳   | دریک          | منطقه ۲    | ۴۹۲          | ۱۳۹۵      |
| ۱۴   | شرف آباد      | منطقه ۲    | ۳۱۲۲         | ۱۳۹۵      |

## شهرهای خواهرخوانده
- نوساری(۲۰۲۴)
- گومل، بلاروس: (۲۰۰۹)[۱۰۴]
- نجف، عراق: (۲۰۱۲)[۱۰۵]
- دارالسلام، تانزانیا: (۲۰۱۴)[۱۰۶]
- آستراخان، روسیه: (۲۰۱۴)[۱۰۷]
- مارکه، ایتالیا: از ۱۶ ژوئیه ۲۰۱۶[۱۰۸]
- استان سیلوانو دوربا، ایتالیا: پیش‌پیمان در۲۶ ژوئیه ۲۰۱۶[۱۰۹]